# Rivoluzione del '43
La Rivoluzione del 1943 (Revolución del 43 in spagnolo) è il termine con il quale la storiografia argentina chiama il colpo di Stato militare del 4 giugno 1943 che, rovesciando il governo di Ramón Castillo, mise fine al cosiddetto decennio infame, ma si riferisce anche al periodo di dittatura militare che seguì il golpe e che durò fino all'insediamento, tre anni dopo, del governo costituzionale eletto di Juan Domingo Perón.
La forza motrice di questo golpe, deciso il giorno prima e in gran parte improvvisato, fu il GOU, Gruppo Ufficiali Uniti, un'organizzazione militare segreta ('loggia') che riuniva una ventina di medi/alti ufficiali, i quali, senza un'ideologia ben definita, concordavano solo su una visione nazionalista e anticomunista, sulla necessità di preservare la neutralità dell'Argentina nella seconda guerra mondiale e anche, senza dubbio, sulla messa in discussione del potere esistente in quel momento, emanazione della vecchia aristocrazia latifondista e della borghesia commerciale e finanziaria, alleata dell'imperialismo britannico, che tendeva ad escludere dalla rappresentanza politica le nuove forze sociali - i piccoli e medi datori di lavoro industriali e il vasto proletariato urbano - nate negli ultimi dieci anni dell'intensa industrializzazione del paese. Il colpo di Stato doveva dunque affermare gli interessi di un emergente nazionalismo borghese contro la vecchia repubblica oligarchica del decennio infame e la sua debole e contraddittoria classe dirigente, concentrata sull'esportazione della produzione agricola, priva di una coscienza che andasse oltre l'orizzonte dei suoi interessi puramente corporativi, e doveva porre fine alle evidenti pratiche di corruzione politica dei governi conservatori del periodo precedente.
Tuttavia, le contraddizioni politiche sarebbero presto emerse all'interno del nuovo potere militare, dove due fazioni si sarebbero confrontate, schematicamente: uno, guidato dal presidente Pedro Pablo Ramírez, era basato sul nazionalismo cattolico-ispanico di destra, ma riuscì ad attrarre anche altri settori, con diverse affiliazioni, che erano preoccupati per i progressi sindacali consentiti dal governo; l'altra, guidata dal generale Edelmiro Farrell e dal colonnello Perón, che perseguiva una strategia volta a dare alla rivoluzione del 1943 una base popolare, da un lato attraverso un'alleanza con i sindacati, al fine di forgiare un nazionalismo operaio, e dall'altro cercando appoggio nei partiti politici esistenti, principalmente alcune frazioni dell'UCR, per consolidare il nazionalismo economico. Questo antagonismo interno ebbe l'effetto di alternare, secondo le rivoluzioni di palazzo, la tendenza reazionaria dei nazionalisti oligarchici (soprattutto dopo la nomina di Ramírez a presidente nel giugno 1943) e la tendenza progressista (dopo le dimissioni forzate di Ramírez e la presa del potere del duo Farrell-Perón alla fine del febbraio 1944). Tuttavia, a partire dal novembre 1943, e per la prima volta nella storia del paese, il movimento sindacale argentino fu coinvolto nelle decisioni politiche grazie a un'alleanza composta principalmente dalle correnti sindacali socialiste e rivoluzionarie, un'alleanza che Perón e Mercante guidarono e che avrebbe costituito la base del Partito del Lavoro e dato vita al peronismo.
Mesi di esacerbata polarizzazione tra peronisti e antiperonisti, segnati in particolare da una manifestazione di massa contro il potere dittatoriale di Farrell il 19 settembre 1945, portarono al putsch militare dell'ottobre 1945 e all'imprigionamento di Perón. Questo colpo di forza dei conservatori portò ad una grande mobilitazione operaia a favore del generale prigioniero in Plaza de Mayo il 17 ottobre 1945, un giorno fatidico nella storia argentina, che portò alla liberazione di Perón e alla promessa di elezioni nel febbraio dell'anno successivo. Contro ogni previsione, le elezioni diedero una chiara vittoria al campo peronista e permisero a Perón di diventare presidente il 4 giugno 1946, tre anni dopo il putsch iniziale del 1943.

## Il decennio infame (1930-1943)

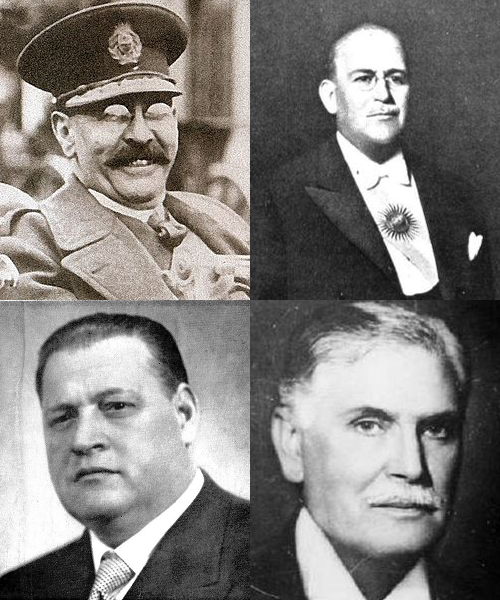
I quattro presidenti del decennio infame: Uriburu, Justo, Ortiz e Castillo.

Il cosiddetto decennio infame iniziò con il colpo di Stato militare del 6 settembre 1930 guidato dal generale cattolico nazionalista corporativista José Félix Uriburu, che rovesciò il presidente Hipólito Yrigoyen dell'Unione Civica Radicale, che era stato democraticamente eletto per il suo secondo mandato nel 1928. Il 10 settembre, Uriburu fu riconosciuto come presidente de facto della nazione dalla Corte Suprema in una sentenza che diede origine alla dottrina dei governi de facto e che sarebbe stata usata per legittimare tutti gli altri scaturiti da colpi di stato militari. Il governo mise fuori legge l'UCR.
Il 5 aprile 1931 si tennero le elezioni nella provincia di Buenos Aires, con un risultato inaspettato per il governo. Nonostante infatti la dittatura considerasse il radicalismo ormai "fuori dalla storia", il candidato radicale Honorio Pueyrredón che non aveva organizzato una campagna elettorale né godeva dell'appoggio della stampa, vinse. Anche se i radicali erano indietro di parecchi voti nel Collegio Elettorale e dovettero negoziare con i socialisti per vincere la presidenza della provincia, la dittatura fu presa dal panico e la maggior parte dei ministri si dimise. Uriburu fece quindi un rimpasto di governo nominando ministri della corrente "liberale". L'8 maggio sospese la richiesta di un collegio elettorale provinciale e nominò Manuel Ramón Alvarado governatore de facto della provincia di Buenos Aires.
Poche settimane dopo scoppiò una rivoluzione nella provincia di Corrientes guidata dal tenente colonnello Gregorio Pomar; anche se fu rapidamente repressa, questo fatto fornì a Uriburu il pretesto che cercava: chiuse tutte le sedi dell'UCR, arrestò decine di dirigenti e vietò ai collegi elettorali di eleggere politici legati direttamente o indirettamente a Yrigoyen. Dal momento che Pueyrredón era stato ministro di Yrigoyen non solo non poté essere eletto ma fu anche espulso dal paese insieme ad Alvear. La dittatura sospese anche le elezioni provinciali previste a Córdoba e a Santa Fe. A settembre indisse le elezioni per novembre e poco dopo annullò quelle di Buenos Aires.
Dopo il fallimento del processo corporativista, l'Argentina fu governata da una coalizione politica chiamata Concordancia, formata dal Partito Democratico Nazionale (noto anche come Partito Conservatore), l'Unione Civica Radicale Antipersonalista (UCRA) e il Partito Socialista Indipendente che rappresentava il tradizionale liberalismo conservatore argentino. Quest'alleanza governò il paese tra il 1932 e il 1943, attraverso le presidenze di Agustín P. Justo (1932-1938) e (1932-1938), Roberto M. Ortiz (1938-1940) e Ramón S. Castillo che dovette subentrare ad Ortiz della morte di quest'ultimo.
Questo periodo è stato caratterizzato dall'inizio del nuovo modello economico conosciuto come industrializzazione di sostituzione delle importazioni.
Nel 1943 si dovevano tenere le elezioni per eleggere un nuovo presidente e si prevedeva che, sempre attraverso il rodato sistema di brogli, la presidenza sarebbe andata al controverso industriale Robustiano Patrón Costas, l'uomo forte della provincia di Salta. L'assunzione di Patrón Costas come presidente avrebbe assicurato la continuità e l'approfondimento del regime fraudolento.

### La seconda guerra mondiale
Il corso della seconda guerra mondiale ebbe un'influenza decisiva e complessa sugli eventi politici in Argentina e in particolare sul colpo di Stato del 4 giugno 1943.
Al momento dello scoppio del conflitto, la Gran Bretagna aveva un'influenza economica decisiva in Argentina. D'altra parte, gli Stati Uniti d'America avevano acquisito una presenza egemonica in tutto il continente e si preparavano a sostituire definitivamente i britannici come potenza egemone in Argentina. La guerra si rivelò un momento ottimale per questo, soprattutto perché gli Stati Uniti abbandonarono la neutralità a causa dell'attacco di Pearl Harbor del 1941 da parte del Giappone.
L'Argentina aveva una lunga tradizione di neutralità nei confronti delle guerre europee, che era stata sostenuta e difesa da tutti i partiti politici fin dal XIX secolo. Le cause della neutralità argentina sono complesse, ma una delle più importanti è legata allo status dell'Argentina come fornitore di cibo agli inglesi e all'Europa in generale. Sia nella Prima che nella Seconda Guerra Mondiale, la Gran Bretagna aveva avuto bisogno di garantire i rifornimenti alimentari (grano e carne) alla sua popolazione e alle sue truppe, e questo sarebbe stato impossibile se l'Argentina non avesse mantenuto la neutralità, poiché le sue navi da carico sarebbero potute essere attaccate, interrompendo i rifornimenti. Allo stesso tempo, l'Argentina aveva tradizionalmente mantenuto una posizione reticente verso la visione egemonica del panamericanismo, che era stato promosso dagli Stati Uniti dalla fine del XIX secolo.
Nel dicembre 1939 il governo argentino si consultò con la Gran Bretagna sulla possibilità di abbandonare la neutralità ed unirsi agli alleati. Il governo britannico rifiutò categoricamente la proposta, ribadendo il principio: il principale contributo dell'Argentina erano i rifornimenti, e per garantirli era necessario mantenere la neutralità. All'epoca, gli Stati Uniti avevano anche una posizione neutrale consolidata dai Neutrality Acts del 1935-1939 e dal loro tradizionale "isolazionismo", anche se questa posizione sarebbe cambiata radicalmente quando le loro basi militari nel Pacifico furono attaccate dal Giappone il 7 dicembre 1941.
Dopo Pearl Harbor, alla terza riunione di consultazione dei ministri degli esteri (Conferenza di Rio del 1942), tenutasi nel gennaio 1942, gli Stati Uniti cercarono di convincere tutti i paesi americani a seguirli in blocco entrando in guerra. Per gli Stati Uniti, che non furono in alcun modo colpiti dall'interruzione del commercio tra l'Argentina e l'Europa, la Seconda Guerra Mondiale si presentò come un'eccellente opportunità per finire di imporre la propria egemonia continentale, sia politica (espressa nel panamericanismo) che economica, e per cacciare definitivamente la Gran Bretagna dalla sua roccaforte nelle Americhe. Ma l'Argentina, attraverso il suo ministro degli esteri, Enrique Ruiz Guiñazú, si oppose all'entrata in guerra dei paesi americani in blocco, frenando la proposta americana. Da allora in poi, la pressione americana avrebbe continuato a crescere fino a diventare irresistibile.
Di fronte alla guerra, la popolazione argentina era divisa in due gruppi principali: "alleatofili" e "neutralisti". Il primo gruppo era favorevole all'entrata in guerra dell'Argentina a fianco degli alleati, mentre il secondo sosteneva che il paese doveva rimanere neutrale. Un terzo gruppo, i "germanofili", una piccola minoranza che, di fronte all'impossibilità che l'Argentina entrasse in guerra a sostegno dell'Asse, tendeva a sostenere la neutralità, mischiandosi con i neutralisti.
Sia il presidente Ortiz e il presidente Castillo avevano mantenuto la neutralità, ma era certo che il candidato Patrón Costas avrebbe dichiarato guerra all'Asse. Questa circostanza aveva un peso enorme nelle forze armate, specialmente nell'esercito, dove la maggioranza era a favore del mantenimento della neutralità.

### Situazione economica e sociale

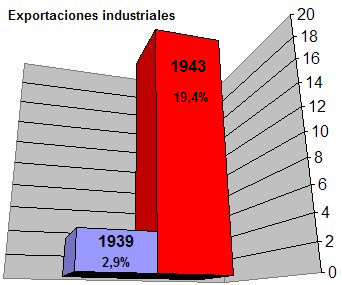
Il 1943 fu un anno di forte espansione dell'industria della classe operaia. I cambiamenti socio-economici annunciavano i grandi sconvolgimenti sociopolitici a prossimi ad avvenire.

Una delle conseguenze dirette della seconda guerra mondiale sulla realtà argentina fu un balzo in avanti nel processo di industrializzazione. Nel 1943, per la prima volta, il tasso di produzione industriale superò la produzione agricola. Le esportazioni industriali aumentarono dal 2,9% del totale nel 1939 al 19,4% nel 1943, guidate dall'industria tessile.
Tra il 1941 e il 1946, la classe operaia industriale era cresciuta del 38%, passando da 677 517 a 938 387 lavoratori. Le fabbriche erano principalmente concentrate nell'area urbana di Buenos Aires, dove nel 1946 sorgevano il 56% degli stabilimenti industriali e risiedevano il 61% del totale dei lavoratori del paese.
D'altra parte, la Grande depressione del 1929 aveva limitato il flusso migratorio europeo, così che un nuovo flusso migratorio interno stava trasformando completamente la classe operaia, sia quantitativamente che culturalmente. Nel 1936, il 36% della popolazione della città di Buenos Aires era d'origine straniera e solo il 12% proveniva dall'interno del paese (zone rurali e piccole città); nel 1947 gli stranieri erano scesi al 26% e i migranti interni erano raddoppiati al 29%. Tra il 1896-1936 la media annuale di provinciali che arrivavano a Buenos Aires era di circa 8 000 unità; quella media salì a 72 000 unità tra il 1936 ed il 1943 e a 117 000 tra il 1943 ed il 1947.
Le nuove condizioni socio-economiche e la concentrazione geografica prefiguravano grandi cambiamenti socio-politici con Buenos Aires come epicentro.

## Il colpo di Stato del 4 giugno

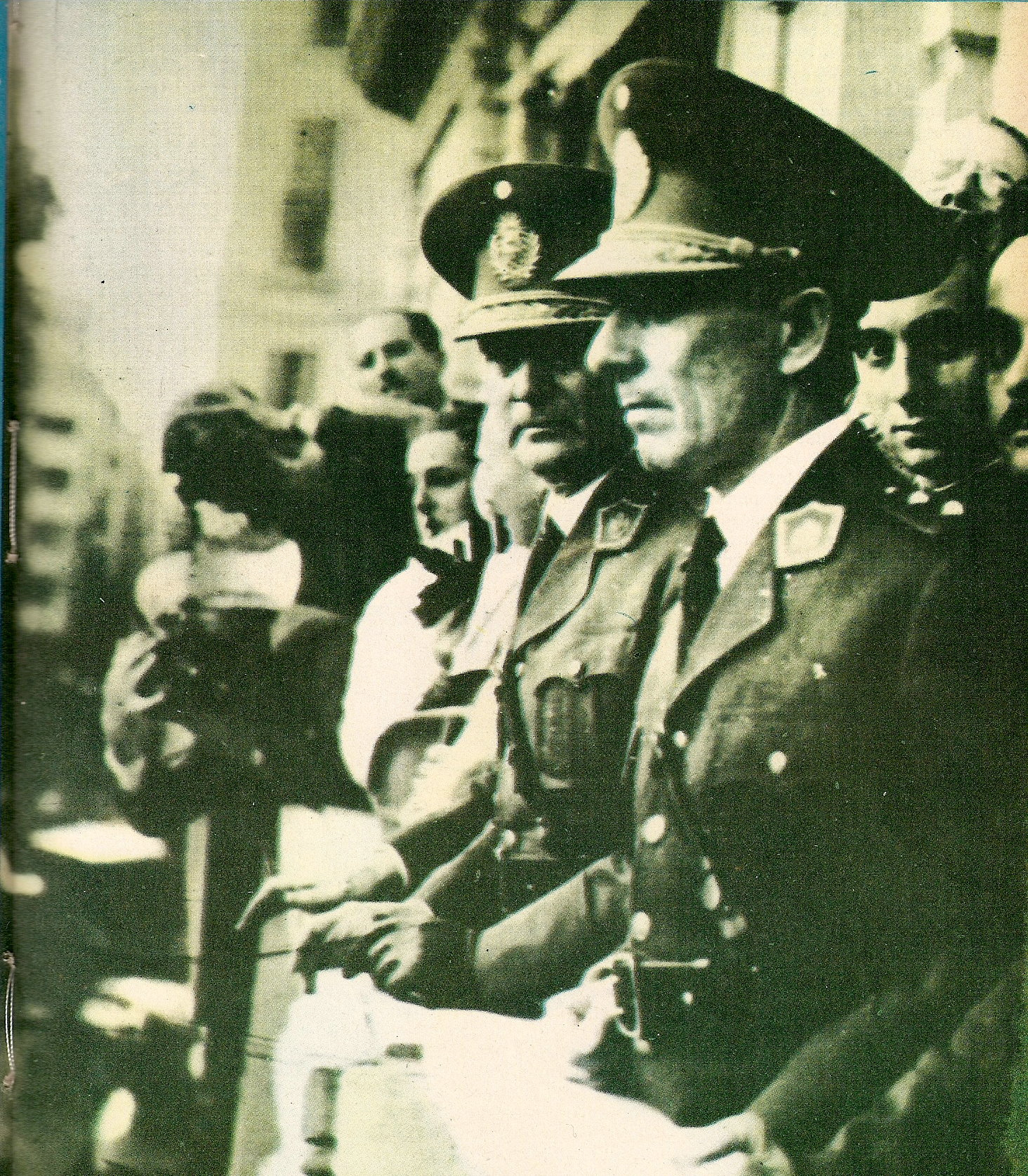
I generali Arturo Rawson e Pedro Pablo Ramírez salutano la folla in Plaza de Mayo il giorno del colpo di Stato, 4 giugno 1943.

Sebbene le forze armate fossero state uno dei pilastri che avevano sostenuto i successivi governi del Decennio Infame, il loro rapporto con il potere si era andato deteriorando negli ultimi anni, a causa del cambio generazionale nella loro composizione e, soprattutto, a causa del processo di industrializzazione che iniziò nel paese in quel decennio. Lo sviluppo dell'industria in Argentina (e in molte parti del mondo) era strettamente legato alle forze armate e alle necessità della difesa nazionale.
Il presidente Castillo aveva affrontato diverse cospirazioni militari e tentativi di golpe falliti, e in quel periodo erano in corso diverse cospirazioni civili-militari (come il GOU, quello guidato dal radicale Ernesto Sammartino e dal generale Rawson, le operazioni portate avanti dal sindacalista radicale Emilio Ravignani, ecc.) Tuttavia, il colpo di Stato del 4 giugno 1943 non fu previsto da nessuno e fu realizzato con molta improvvisazione e, a differenza di tutti i colpi di stato avvenuti nel paese, con quasi nessuna partecipazione della popolazione civile.
L'evento specifico che scatenò il colpo di Stato militare furono le dimissioni che il presidente Castillo pretese il 3 giugno dal suo ministro della guerra, il generale Pedro Pablo Ramírez, per essersi incontrato il 26 maggio con un gruppo di dirigenti dell'UCR che gli avevano offerto la candidatura a presidente nelle prossime elezioni, alla guida dell'Unione Democratica, un'alleanza che l'ala moderata del radicalismo (gli Unionistas) stava allora cercando di mettere insieme con il Partido Socialista e il Partito Democratico Progressista con il sostegno del comunisti.
Il colpo di Stato era stato deciso il giorno prima in una riunione a Campo de Mayo presieduta dai generali Arturo Rawson e Pedro Ramírez. Né il generale Edelmiro Julián Farrell né il colonnello Juan Domingo Perón, che in seguito divennero i massimi dirigenti della Rivoluzione del 1943, presero parte alla riunione; Farrell, quando fu invitato dal generale Rawson, si era assentato per motivi personali mentre Perón non poté essere trovato.
Nelle prime ore del 4 giugno, una colonna di militari di 8 000 soldati lasciò Campo de Mayo, a nord-ovest di Buenos Aires, guidata dai leader della rivolta: i generali Arturo Rawson e Elbio Carlos Anaya, i colonnelli Emilio Ramírez e Fortunato Giovannoni e il tenente colonnello Tomás A. Ducó (presidente del Club Huracán). Arrivando alla Escuela de Mecánica de la Armada, nel quartiere di Núñez, la colonna fu attaccata dalle forze lealiste lì trincerate, causando 30 morti e 100 feriti. Una volta che l'ESMA si arrese, il presidente Castillo si imbarcò sulla ARA Drummond con l'ordine di salpare verso l'Uruguay, lasciando sguarnitala Casa Rosada, dove i generali Juan Pistarini, Armando Verdagauer, Pedro Pablo Ramírez e Edelmiro Farrell, e gli ammiragli Sabá H. Sueyro e Guisasola, ricevettero la colonna ribelle poco dopo mezzogiorno. Successivamente il generale Rawson assunse la presidenza.
All'inizio tutte le forze politiche e sociali appoggiarono il colpo di Stato, con diversi gradi di entusiasmo, con la sola eccezione del Partito Comunista. Lo stesso fu per la Gran Bretagna e gli Stati Uniti, che accolsero il colpo di Stato "con grida di soddisfazione", secondo Sir David Kelly, ambasciatore britannico in Argentina all'epoca. L'ambasciata tedesca, invece, aveva bruciato i suoi archivi il giorno precedente.
Le caratterizzazioni del colpo di Stato variano molto tra gli specialisti. José Luis Romero, la considerò una "manovra per salvare il gruppo impegnato nell'infiltrazione nazista, complicata dall'impedire che Castillo si rivolgesse agli Stati Uniti". Miguel Ángel Scenna la descrisse come "la copertura storica del golpe del 6 settembre 1930... Nel 1930 finì un governo legale; nel 1943 finì un governo semi-legale". Dal movimento operaio, la CGT n. 2 caratterizzò il colpo di Stato come "Con la caduta di Castillo i lavoratori hanno perso un nemico, gli speculatori un alleato, la corruzione e l'innesto un indifferente e il nazifascismo il loro migliore amico".

### Gli organizzatori del colpo di Stato e il ruolo del GOU
All'epoca, le forze armate argentine consistevano di due sole armi: l'esercito e la marina. Quest'ultima era composto da ufficiali provenienti da ambienti aristocratici e di classe superiore. L'esercito, d'altra parte, stava subendo importanti cambiamenti nella sua integrazione, con nuovi gruppi di ufficiali provenienti da settori della classe media e medio-bassa, con nuove idee sulla difesa legate alla domanda di industrializzazione e di imprese militari e la necessità di un ruolo attivo dello Stato nella promozione di queste attività.
L'esercito era diviso in due settori principali: nazionalisti e liberali. Senza essere gruppi omogenei, i primi avevano in comune una preoccupazione speciale per lo sviluppo dell'industria nazionale, le relazioni con la Chiesa cattolica e una posizione internazionale autonoma; molti di loro avevano stretti rapporti con il radicalismo e generalmente venivano da ambienti borghesi. Il secondo gruppo, i liberali, condivideva una posizione di avvicinamento ai grandi gruppi di potere economico, per lo più britannici o americani, sosteneva la premessa che il paese dovesse avere una struttura di produzione fondamentalmente agricola-zootecnica e tendeva a provenire o appartenere alla classe superiore.
I grandi cambiamenti politici, economici e sociali avvenuti durante gli anni '30 fecero emergere una molteplicità di gruppi con nuovi approcci, non solo nelle forze armate, ma in tutti i settori politici e sociali. Questa eterogeneità fu tenuta sotto controllo dalla leadership indiscussa del generale Agustín Pedro Justo nella sfera militare. Ma Justo morì l'11 gennaio 1943, lasciando l'esercito privo della sua leadership e scatenando un processo di riallineamento e di lotte intestine tra i vari gruppi militari.
La maggior parte degli storici di tutte le persuasioni ritiene che il GOU, Grupo de Oficiales Unidos, un raggruppamento militare creato il 10 marzo 1943 e sciolto il 23 febbraio 1944, ebbe un ruolo decisivo nell'organizzazione del colpo di Stato e nel governo militare che ne emerse. Più recentemente, tuttavia, alcuni storici hanno messo in dubbio la reale influenza del GOU, definendolo un "mito".
Al di là del dibattito sulla reale influenza del GOU nella Rivoluzione del 1943, le Forze Armate, soprattutto dopo la morte del generale Justo, erano un insieme instabile di gruppi con ideologie vaghe e relativamente autonome, che stavano sviluppando relazioni con i vecchi e nuovi fattori di potere e che avrebbero assunto posizioni definite con lo svolgersi del processo.

### Il breve interregno del generale Rawson

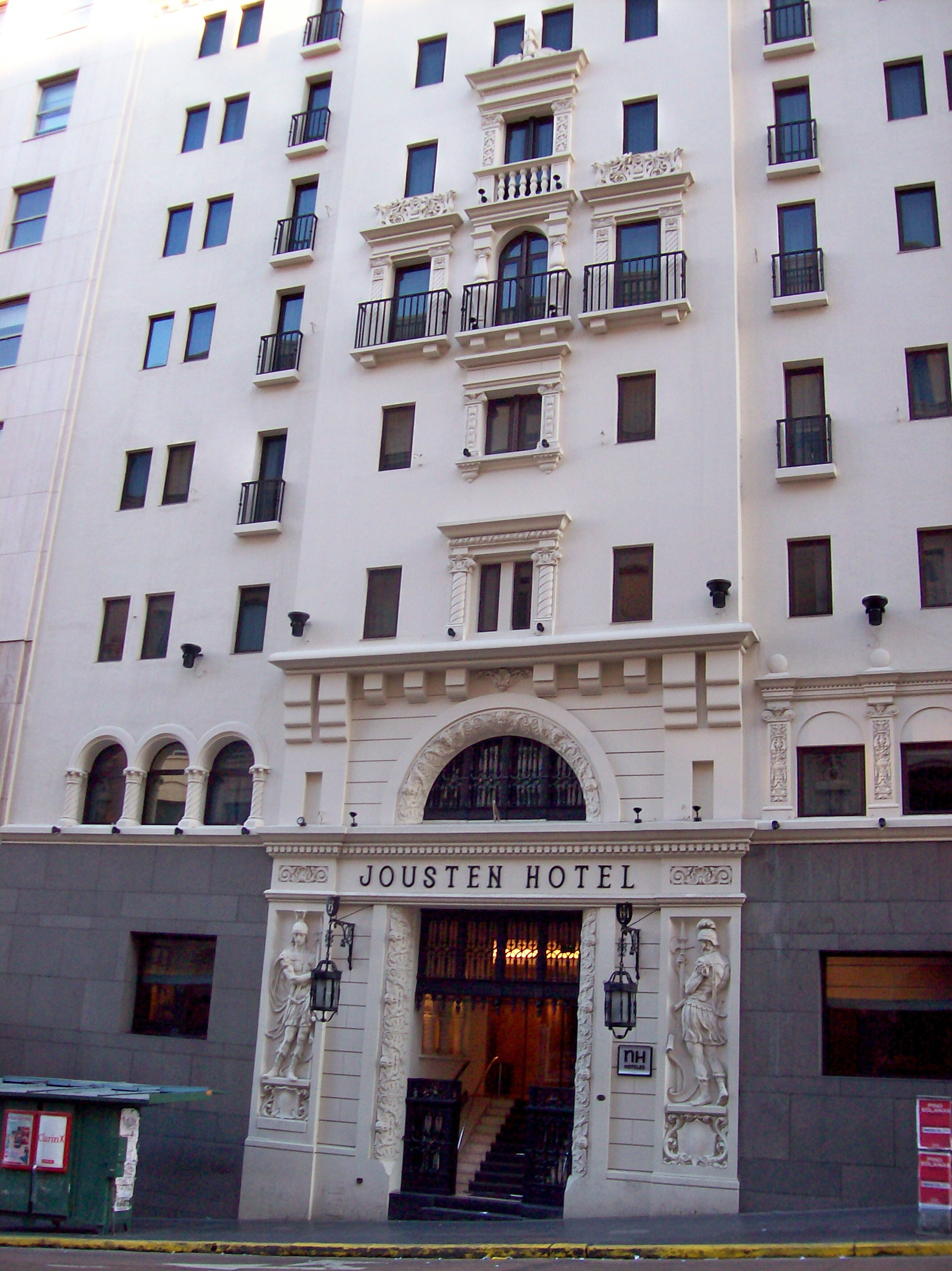
L'Hotel Jousten, situato all'angolo tra avenida Corrientes e la via 25 de Mayo, a Buenos Aires. Questo era il luogo d'incontro del gruppo di cospiratori conosciuti come i Generali di Jousten, guidati da Arturo Rawson.

Il generale Arturo Rawson Corvalan era un fervente cattolico, membro del Partito Democratico Nazionale, nato da una tradizionale famiglia aristocratica argentina. Egli guidava un gruppo di cospiratori noto come "i generali del Jousten" per via del albergo-ristorante dove si incontravano, situato all'incrocio tra Corrientes e 25 de Mayo.
Il gruppo era composto da ufficiali militari che dovevano occupare alte posizioni nel governo che emerse dal colpo di Stato: il generale Diego I. Mason (Agricoltura) e i contrammiragli Benito Sueyro (Marina) e Sabá H. Sueyro (Vicepresidente), fratelli tra loro. Faceva parte del gruppo, come operatore civile, anche il dirigente radicale Ernesto Sammartino, che fu convocato da Rawson dopo il golpe per organizzare il gabinetto; ma quando arrivò alla Casa Rosada, nel disordine della rivoluzione, nessuno informò Rawson della sua presenza nella sala d'attesa, così dopo aver atteso un tempo ragionevole si ritirò nella sua casa.
Quando Rawson all'indomani del 4 giugno, formò il suo gabinetto, incluse tre amici personali legati al regime deposto e di riconosciute posizioni destroidi: il generale Domingo Martínez, José María Rosa (figlio) e Horacio Calderón. Non appena il generale comunicò la presenza dei tre nel governo i comandanti militari, che avrebbero funzionato permanentemente come organo deliberante durante tutta la rivoluzione, e gli stessi ufficiali del GOU, si opposero fermamente.
Poiché Rawson insisteva senza successo nel mantenere in carica gli ufficiali interrogati, il 6 giugno si dimise dalla presidenza della Repubblica. Un incarico che però egli non solo non aveva ancora formalmente assunto, ma per il quale non aveva nemmeno prestato giuramento. Il generale Ramírez, proprio l'uomo che aveva incontrato i radicali innescando così la catena di eventi che avrebbero portato al colpo di Stato, il 7 giugno assunse quindi la presidenza della Repubblica.
Due anni dopo, nel 1945, il generale Rawson tentò di organizzare un colpo di Stato contro Farrell e Perón da Córdoba. Nonostante il fallimento del golpe, questo fatto diede il via all'insurrezione del generale Ávalos e degli ufficiali di Campo de Mayo, che portarono alle dimissioni Perón e portarono al suo arresto nella settimana precedente le manifestazioni popolari del 17 ottobre.

## La dittatura del generale Pedro Pablo Ramírez

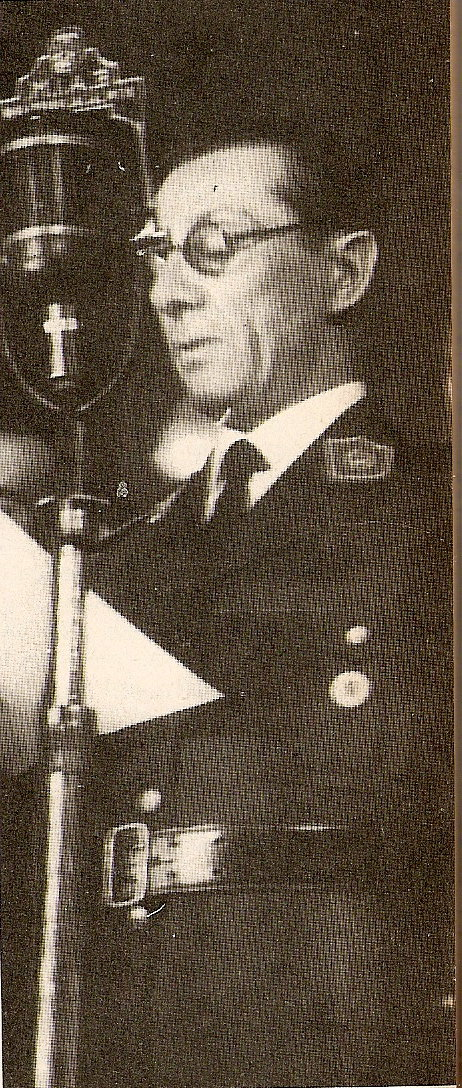
Il generale Pedro Pablo Ramírez presta il giuramento del suo primo gabinetto il 7 giugno 1943.

Il 7 giugno il generale Ramírez prestò giuramento come presidente e Sabá Sueyro come vicepresidente. Era stato ministro della guerra di Castillo e, pochi giorni prima del colpo di Stato, era stato proposto da un settore del radicalismo per guidare il tandem presidenziale di una coalizione politica d'opposizione chiamata Unione Democratica. Il suo primo gabinetto era composto interamente da militari con la sola eccezione del ministro delle Finanze:
- Ministero delle Finanze: Jorge Santamarina
- Ministero dell'Interno: Colonnello Alberto Gilbert
- Ministero degli Affari Esteri: Contrammiraglio Segundo Storni;
- Ministero della Giustizia e della Pubblica Istruzione: Colonnello Elbio Carlos Anaya; Ministero della Marina: Contrammiraglio Jorge Santamarina.
- Ministero della Marina: Contrammiraglio Benito Sueyro
- Ministero dell'Esercito: Generale Edelmiro J. Farrell
- Ministero dell'Agricoltura: Brigadiere Generale Diego I. Mason
- Ministero dei Lavori Pubblici: Vice-Ammiraglio Ismael Galíndez

Non c'erano membri del GOU nel gabinetto, ma due di loro furono nominati in posti strategici: il colonnello Enrique P. González nella segreteria privata della presidenza ed Emilio Ramírez, figlio del presidente, come capo della polizia della città di Buenos Aires. Questi due, il colonnello Gilbert e il contrammiraglio Sueyro, sarebbero diventati la cerchia ristretta del presidente Ramírez. Il colonnello Juan Domingo Perón fu messo a capo della segreteria del ministero dell'esercito, sotto il ministro, il generale Farrell.

### Prime misure
Le prime misure adottate dai governi Rawson e Ramírez limitarono le libertà individuali e repressero i settori politici e sociali. A partire dal 4 giugno 1943, le nuove autorità arrestarono dirigenti e militanti comunisti, la maggior parte dei quali furono rinchiusi nelle prigioni della Patagonia, come quella della città di Neuquén, mentre altri riuscirono a fuggire in clandestinità o in esilio in Uruguay.
Il 6 giugno, i dirigenti della Federación Obrera de la Industria de la Carne furono arrestati e inviati al Sud, mentre la loro sede fu chiusa e il segretario generale, José Peter, fu imprigionato senza processo per un anno e quattro mesi. In luglio il governo dichiarò sciolta la CGT n. 2, che comprendeva i sindacati che sostenevano i partiti socialista e comunista dopo la scissione della Confederazione Generale del Lavoro nell'ottobre 1942.
Il 15 giugno il governo sciolse l'associazione pro-alleati Acción Argentina. In agosto fu approvato un regime di associazioni professionali, accentuando il controllo statale sui sindacati. Il 23 agosto fu nominato un commissario militare nella Unión Ferroviaria, il sindacato dei ferrovieri, rimuovendone così i vertici.
Fu poi decretato di sciogliere il Congresso Nazionale e di commissariare l'Università Nazionale del Litorale. Queste misure aprirono un conflitto con ampi settori politici e sociali, specialmente con il movimento studentesco.
Contemporaneamente a queste misure, il governo di Rawson ordinò il congelamento degli affitti e delle locazioni rurali, che ebbe un effetto positivo sui lavoratori e sugli agricoltori (piccoli e medi produttori rurali), e la creazione di una commissione d'inchiesta dello scandalo CHADE, la cui missione era quella di approfondire la lotta contro la corruzione e che produsse il noto Rapporto Rodríguez Conde, che fu completato il 27 maggio 1944, proponendo due decreti per ritirare lo status giuridico della CHADE, annullando le proroghe e riducendo le tariffe. Tuttavia, il rapporto non fu pubblicato fino al 1956 e i progetti non furono nemmeno trattati per decisione dell'allora vicepresidente de facto Juan D. Perón. La CHADE fu una delle poche imprese non nazionalizzate durante il governo di Perón (1946-1955), poiché aveva aiutato finanziariamente la campagna elettorale di Perón.

### Le dimissioni dell'ammiraglio Storni

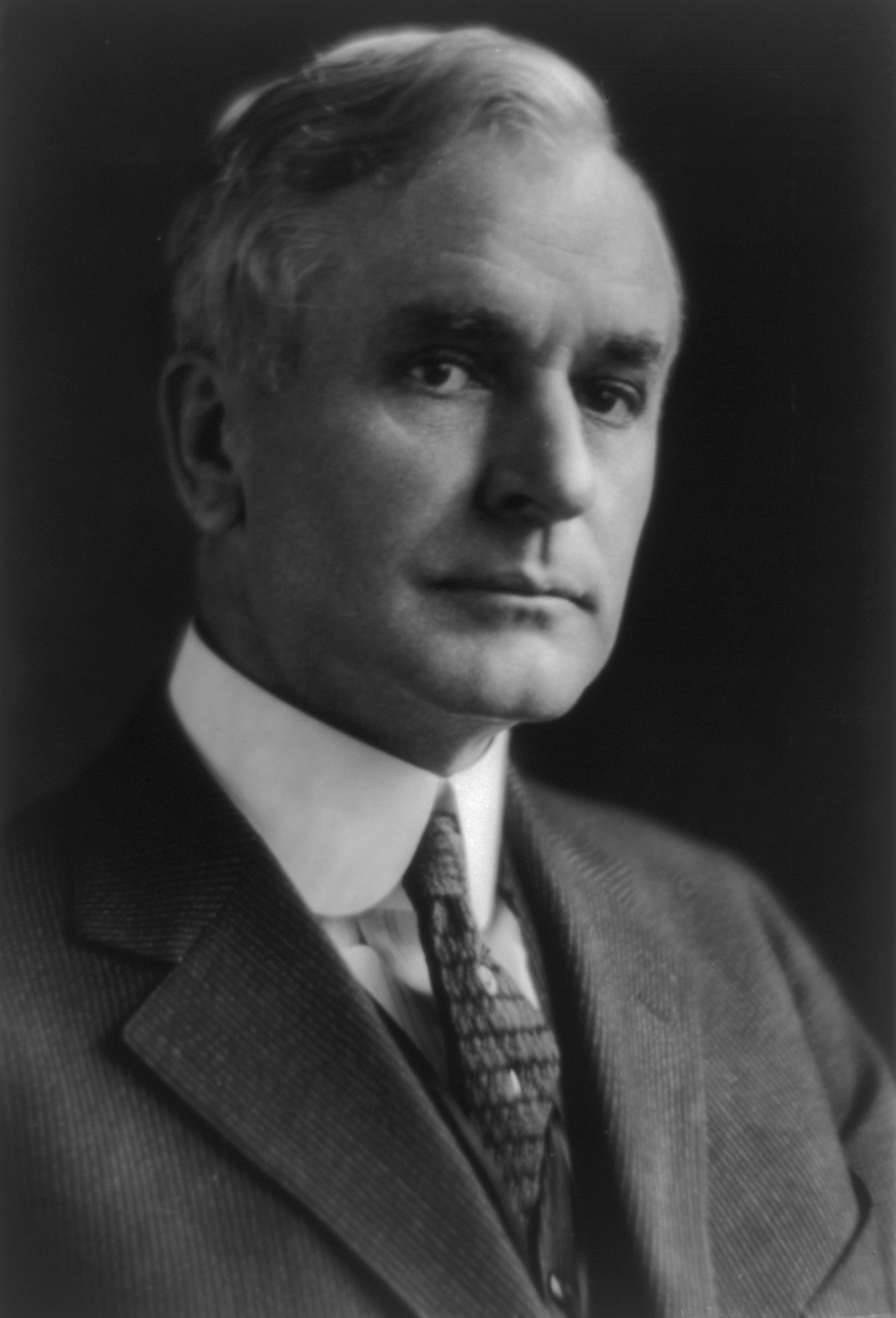
Il segretario di stato americano Cordell Hull.

I primi mesi del governo Ramírez videro anche l'incidente che avrebbe portato alle dimissioni del ministro degli esteri Segundo Storni. Storni era uno dei pochi ufficiali militari argentini dell'epoca che aveva simpatie per gli Stati Uniti, dove aveva vissuto per diversi anni. Pur essendo un nazionalista, era anche un "alleatofilo" e un sostenitore dell'entrata in guerra dell'Argentina. Il 5 agosto 1943, inviò una lettera personale al segretario di Stato americano, Cordell Hull, anticipando che era intenzione dell'Argentina rompere le relazioni con le potenze dell'Asse, ma chiedendo anche pazienza onde evitare un clima di frizione nel paese. Storni chiese poi agli Stati Uniti come gesto di buona volontà una fornitura di armi per isolare i "neutralisti". Per fare pressione sul governo argentino, Hull rese pubblica la lettera di Storni, mettendo in dubbio il tradizionale "neutralismo" dell'Argentina.
Questo produsse il risultato opposto a quello atteso, causando una recrudescenza del già forte sentimento antiamericano - soprattutto nelle forze armate - che portò alle dimissioni di Storni e alla sua sostituzione con un 'neutralista', il colonnello Alberto Gilbert, che fino ad allora era stato ministro degli interni. Agli interni Ramírez nominò quindi un membro del GOU, il colonnello Luis César Perlinger, un nazionalista cattolico-ispanico che l'anno successivo avrebbe guidato la reazione di destra contro il duo Farrell-Perón.
Le dimissioni di Storni produssero in successione quelle di Santamarina (Tesoro), Galíndez (Lavori Pubblici) e Anaya (Giustizia), e aprirono le porte del governo al settore di estrema destra del nazionalismo cattolico-ispanico, che occupò anche il nuovo Ministero dell'Istruzione attraverso il noto scrittore Gustavo Martínez Zuviría. Fino ad allora, nonostante le pressioni dei nazionalisti, Ramírez aveva mantenuto in carica i leader "liberali"; ma la caduta di Storni e l'ascesa di Perlinger portarono i nazionalisti all'egemonia nel governo.

### Politica educativa e l'opposizione studentesca
La rivoluzione del 1943 consegnò l'amministrazione dell'educazione al nazionalismo cattolico-ispanico di destra. Il processo iniziò il 28 luglio 1943 quando il governo commissariò l'Università Nazionale del Litorale, nominando Jordán Bruno Genta come commissario. La Federación Universitaria del Litoral (FUL) protestò veementemente contro la nomina di Genta. Il governo militare rispose arrestando il segretario generale della FUL ed espellendo studenti e professori che hanno espresso la loro opposizione.
L'università argentina era governata dai principi della riforma universitaria del 1918, che stabiliva l'autonomia universitaria, la partecipazione degli studenti al governo dell'università e la libertà accademica. Genta, noto per le sue idee estrema destra e conservatrici, subito dopo essere entrato in carica sostenne che il paese aveva bisogno di creare "un'aristocrazia dell'intelligenza, nutrita dal ceppo romano e ispanico". Queste dichiarazioni produssero il primo scontro tra le forze che sostenevano la Rivoluzione del '43, quando il gruppo nazionalista radicale FORJA, che sosteneva la Rivoluzione del '43, criticò aspramente il discorso di Genta come "l'ultimo elogio del banditismo universitario che ha trafficato in tutti i beni della Nazione". A causa di queste dichiarazioni, il governo militare incarcerò Arturo Jauretche.
Anche se Genta fu costretto a dimettersi, il confronto del governo con il movimento studentesco divenne generalizzato e polarizzato all'estremo, mentre il settore nazionalista cattolico-ispanico continuò ad avanzare e ad occupare posizioni importanti nel governo militare. A ottobre, Ramírez aveva commissariato tutte le università e aveva accentuato la partecipazione del nazionalismo cattolico di destra, con la già citata incorporazione dei ministri Perlinger e Martínez Zuviría, dichiarando allo stesso tempo che la Federación Universitaria Argentina (FUA) era fuori legge.
L'ideologia di questo gruppo (ultracattolico, ispanista, elitario, antidemocratico e antifemminista) fu definita all'epoca attraverso varie frasi provocatorie:
La scuola secolare è un'invenzione diabolica.
Dobbiamo coltivare e mantenere la nostra personalità distinta, all'interno del tronco istituzionale, che è creolo, quindi ispanico, cattolico, apostolico e romano.
La dignificazione delle donne consiste nel non sottrarle ai loro bisogni specifici.»
È a questo periodo che risale la maggior parte degli incidenti tra il governo militare e gli studenti universitari che vengono spesso citati, attribuiti al periodo ma senza precisione.
Tra i funzionari nazionalisti cattolico-ispanici di destra che ricoprirono incarichi di governo durante la Rivoluzione del 1943 vi furono: Gustavo Martínez Zuviría (Ministro dell'Educazione), Alberto Baldrich (Ministro dell'Educazione), José Ignacio Olmedo (Consiglio Nazionale dell'Educazione), Jordán Bruno Genta e successivamente Salvador Dana Montaño (commissario dell'UNL) e Tomás D. Casares (commissario dell'UNL). Casares (interveniente della UBA), Santiago de Estrada (interveniente della UNT), Lisardo Novillo Saravia (interveniente della UNC), Alfredo L. Labougle (rettore della UNLP), Juan R. Sepich (direttore del Colegio Nacional de Buenos Aires, rinominato con il suo nome coloniale, Colegio Universitario San Carlos).
Il 14 ottobre 1943 un gruppo di 150 personalità politiche e culturali guidate dallo scienziato Bernardo Houssay firmò una dichiarazione sulla democrazia effettiva e la solidarietà latinoamericana, chiedendo le elezioni e l'entrata del paese nella guerra contro l'Asse. Ramírez rispose licenziando quanti tra i firmatari erano impiegati statali.
Il 7 giugno 1943 fu creato il Consejo Superior de las Transmisiones Radiotelefónicas, la cui prima risoluzione fu quella di presentare una lunga lista di parole e locuzioni abusate nel linguaggio quotidiano che dovevano essere "bandite dalle trasmissioni radiofoniche". Dovevano essere rimossi anche tutti i riferimenti all'ubriachezza o le espressioni considerate arbitrariamente immorali o negative per la lingua o per il paese. Come risultato, molti tanghi i cui testi o titoli non erano conformi a queste norme dovettero essere cambiati quando furono registrati o trasmessi dal vivo. Le restrizioni continuarono sotto il governo costituzionale del generale Juan Domingo Perón, che nel 1949 le revocò su richiesta dei dirigenti di Sadaic.

### Novembre 1943: l'ascesa di Perón e il protagonismo sindacale

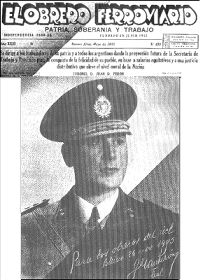
Rivista del sindacato dei ferrovieri che sosteneva Perón. Il colonnello Perón formò un'alleanza con una vasto insieme di sindacati di diverse tendenze, un'alleanza che divenne la corrente laburista-nazionalista e riuscì a influenzare il corso della rivoluzione del 1943.

Gli storici hanno opinioni diverse sul grado di influenza che Perón ebbe sulla politica argentina prima del 27 ottobre 1943, quando assunse la direzione di un dipartimento fino ad allora insignificante: il Dipartimento del Lavoro. Quello che è certo è che questo fu il primo dipartimento statale diretto da Perón e che solo allora la sua figura cominciò ad assumere rilevanza pubblica, di pari passo con l'ingresso dei sindacati in primo piano nella vita politica nazionale.
Il governo Ramírez aveva adottato un atteggiamento verso i sindacati simile a quello dei suoi predecessori, ovvero dando loro poca importanza politica e istituzionale, una generale inosservanza delle leggi del lavoro, simpatia a favore dei datori di lavoro e repressione occasionale.
Nel 1943 il movimento operaio argentino, all'epoca il più organizzato dell'America Latina, era diviso in quattro centrali sindacali: la CGT n. 1 (principalmente socialisti e sindacalisti rivoluzionari), che comprendeva i potenti sindacati ferroviari, la CGT n. 2 (socialisti e comunisti), i piccoli USA (sindacalisti rivoluzionari) e l'ormai quasi inesistente FORA (anarchici). Una delle prime misure di Ramírez fu quella di sciogliere la CGT n. 2, guidata dal socialista Francisco Pérez Leirós, che comprendeva importanti sindacati come il sindacato diretto dal socialista Ángel Borlenghi e i sindacati comunisti (edilizia, carne, ecc.), accusandola di posizioni estremista. Paradossalmente, la misura ebbe l'effetto immediato di affiliare molti dei sindacati della CGT n. 2 alla CGT n. 1, guidata dall'altro socialista José Domenech, rafforzandola così.
Poco dopo, il governo approvò una legislazione sui sindacati che, sebbene soddisfacesse alcune aspettative dei sindacati, allo stesso tempo permetteva allo Stato di intervenire. Il governo Ramírez ha poi utilizzato questa legge per intervenire sui potenti sindacati ferroviari e sul cuore della CGT, la Unión Ferroviaria e La Fraternidad. In ottobre una serie di scioperi è stata accolta con l'arresto di decine di leader dei lavoratori. Ben presto divenne chiaro che il governo militare era composto da influenti settori antisindacali.
Dal momento stesso del colpo di Stato, il movimento sindacale aveva cominciato a discutere una strategia per trattare con il governo militare. Vari storici, tra cui Samuel Baily, Julio Godio e Hiroshi Matsushita, hanno dimostrato che il movimento operaio argentino si stava evolvendo dalla fine degli anni '20 verso un nazionalismo operaio,65 che implicava un maggiore impegno dei sindacati nei confronti dello Stato.
Il primo passo fu fatto dai dirigenti della CGT n. 2, guidati da Pérez Leirós, che incontrarono il ministro dell'Interno, il generale Alberto Gilbert. I sindacalisti chiesero al governo di convocare le elezioni e offrirono l'appoggio di una marcia sindacale alla Casa Rosada, ma il governo rifiutò l'offerta e sciolse la CGT n. 2.

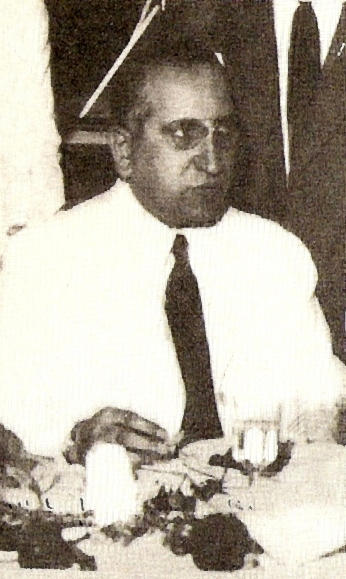
Il leader sindacale socialista Ángel Borlenghi, segretario generale della Confederazione degli impiegati del commercio (FAECYS), fu il capo del gruppo sindacale che prese contatto con Perón e diede vita alla nuova corrente sindacale laburista-nazionalista. Durante la presidenza di Perón, Borlenghi divenne ministro dell'Interno e numero due del governo. È stato il primo sindacalista in Argentina a ricoprire un incarico governativo.

Il leader sindacale Borlenghi, segretario generale della Confederación de Empleados de Comercio, guidò il gruppo sindacale che prese contatto con Perón e diede vita alla nuova corrente sindacale laburista-nazionalista. Durante la presidenza di quest'ultimo Borlenghi sarebbe diventato ministro dell'interno e il secondo uomo del governo. È stato il primo sindacalista in Argentina a ricoprire un incarico di governo.
Qualche anno dopo un altro gruppo sindacale guidato da Borlenghi, Francisco Pablo Capozzi (La Fraternidad) e Juan Atilio Bramuglia (Unión Ferroviaria), optò, anche se con riserve e diffidenze, per stabilire relazioni con un settore del governo militare più incline ad accettare le richieste sindacali, al fine di formare un'alleanza capace di influenzare il corso degli eventi. La persona scelta per il contatto iniziale fu il colonnello Domingo Mercante, figlio di un importante leader del sindacato ferroviario e membro del GOU. Mercante, a sua volta, convocò il suo partner politico e amico intimo, il colonnello Perón.
I sindacalisti proposero ai militari di creare una Segreteria del Lavoro, rafforzare la CGT e approvare una serie di leggi sul lavoro che venissero incontro alle richieste storiche del movimento operaio argentino. In quella riunione Perón cercò di sintetizzare la richiesta sindacale definendola come una politica di dignità del lavoro.
Da allora, i colonnelli Perón e Mercante iniziarono ad incontrare sistematicamente i sindacati. Il 30 settembre 1943 tennero una riunione pubblica con 70 dirigenti sindacali in occasione di uno sciopero generale rivoluzionario dichiarato dalla CGT per ottobre, sostenuto da tutta l'opposizione. In questa riunione i sindacalisti comunisti hanno chiesto, come condizione preliminare per qualsiasi dialogo con il governo, la liberazione di José Peter, segretario generale del sindacato della carne, che era stato recentemente imprigionato in relazione a uno sciopero nelle fabbriche di imballaggio della carne. Perón intervenne personalmente nel conflitto, fece pressione sulle aziende per raggiungere un accordo di contrattazione collettiva con il sindacato (il primo nel settore) e ottenne il rilascio del leader comunista. D'altra parte, Alain Rouquié sottolinea che i negoziati condotti dai colonnelli Perón e Mercante portarono alla conclusione di un accordo con la nuovissima Unione Autonoma della Carne di Berisso ed Ensenada, in aperta opposizione alla comunista "Federación Obrera de la Industria de la Carne" (FOIC), che era più rappresentativa e di portata nazionale.
L'effetto sul movimento operaio fu notevole e il gruppo di sindacalisti favorevoli a un'alleanza con quel settore del governo militare crebbe, includendo altri socialisti come José Domenech (ferrovieri), David Diskin (lavoratori del commercio), Alcides Montiel (birrai) e Lucio Bonilla (operai tessili); sindacalisti rivoluzionari della USA, come Luis Gay (operai telefonici) e Modesto Orozo (operai telefonici); e anche alcuni comunisti come René Stordeur (operai grafici) e Aurelio Hernández (operai sanitari) e persino trotskisti come Ángel Perelman (metalmeccanici). Uno dei primi effetti della nuova relazione stabilita tra sindacalisti e militari fu la non partecipazione della maggior parte dei sindacati allo sciopero generale rivoluzionario che era stato indetto e che fu quindi inosservato.
Poco dopo, il 27 ottobre 1943, la precaria alleanza tra sindacalisti e militari riuscì ad ottenere che Ramírez nominasse Perón direttore del Dipartimento del Lavoro, un incarico apparentemente inutile. Una delle sue prime misure fu quella di rimuovere i commissari dei sindacati ferroviari e nominare al loro posto il colonnello Mercante. Contemporaneamente, il Comitato Centrale Confederale della CGT, composto da socialisti, decise di creare una Commissione per l'Unità Sindacale con lo scopo di ristabilire una centrale unica, un obiettivo tradizionale del movimento operaio argentino.
Un mese dopo, il 27 novembre 1943, Perón, con l'appoggio del generale Farrell, ottenne che il presidente Ramírez approvasse la creazione della Segreteria del Lavoro e della Sicurezza Sociale, con uno status simile a quello di un ministero e che rispondeva direttamente al Presidente della Nazione.
Come Segretario del Lavoro Perón fece un lavoro notevole, facendo passare le leggi sul lavoro che erano state richieste storicamente dal movimento operaio argentino (generalizzazione del trattamento di fine rapporto che esisteva dal 1934 per i dipendenti del commercio, pensioni di anzianità per i dipendenti del commercio, Statuto del lavoratore agricolo, ospedale policlinico per i lavoratori delle ferrovie, scuole tecniche per i lavoratori, proibizione dell'uso dei lavori forzati, e divieto di usare i detenuti nella costruzione della ferrovia, scuole tecniche per lavoratori, proibizione delle agenzie di collocamento, creazione della giustizia del lavoro, gratifica natalizia), rendendo più efficace la polizia del lavoro esistente per garantirne l'applicazione e promuovendo per la prima volta la contrattazione collettiva, che si generalizzò come regolamentazione di base del rapporto tra capitale e lavoro. Fu anche abrogato il decreto legge sulle associazioni sindacali approvato da Ramírez nelle prime settimane della rivoluzione, che fu criticato da tutto il movimento operaio.
Di pari passo con questa attività Perón, Mercante e il gruppo iniziale di sindacalisti che formarono l'alleanza (i socialisti Borlenghi e Bramuglia, principalmente), iniziarono a organizzare una nuova corrente sindacale che avrebbe gradualmente assunto un'identità sindacale-nazionalista. Il gruppo riprese una posizione anticomunista già presente nella CGT N. 1 e, contando sul potere della Segreteria del Lavoro, organizzò nuovi sindacati nei rami dove non ce n'erano (chimica, elettricità, tabacco) e aprì sindacati paralleli volti soprattutto a indebolire i sindacati comunisti (carne, edilizia, tessili, metalmeccanici).

### Abbandono della neutralità e crisi del governo
All'inizio del 1944, l'alleanza tra Perón e i sindacati portò alla prima grande divisione interna tra i militari. Emersero infatti due gruppi:
I primi, guidati dal presidente Ramírez, dal generale Juan Sanguinetti (interventore della cruciale Provincia di Buenos Aires) e dai colonnelli Luis César Perlinger, Enrique P. González ed Emilio Ramírez (figlio del presidente), attinsero al nazionalismo cattolico-ispanico di destra e misero in discussione la politiche del lavoro di Perón. Questo gruppo riuscì ad attrarre altri settori, provenienti dagli ambienti più disparati, che erano preoccupati per l'avanzata sindacale nel governo e sostanzialmente cercarono di spodestare Farrell e sostituirlo con il generale Anaya.
I secondi, guidati dal generale Farrell e dal colonnello Perón. Questo gruppo non appoggiava Ramírez né il suo progetto di perpetuarsi al governo, e aveva avviato una strategia per dotare la Rivoluzione del 1943 di una base popolare, approfondendo da un lato la riuscita alleanza con i sindacati nella direzione di formare un nazionalismo operaio, e dall'altro cercando l'appoggio dei partiti politici, principalmente dei radicali intransigenti e in particolare di Amadeo Sabattini nella direzione di consolidare il nazionalismo economico presente nell'yrigoyenismo.
Ferrero sostiene che il duo Farrell-Perón tentò di plasmare un "nazionalismo popolare" orientato verso un'uscita democratica dal regime, che si confrontò con il "nazionalismo elitario" non democratico che sosteneva Ramírez.
Sovrapponendosi a questa divisione interna del potere militare, il governo si trovava di fronte a una situazione internazionale a lui sfavorevole e nella quale era stato completamente isolato. All'inizio del 1944 infatti era ormai chiaro che la Germania avrebbe perso la guerra, e la pressione degli Stati Uniti affinché l'Argentina abbandonasse la neutralità era già diventata molto forte.
Il processo fu innescato il 3 gennaio 1944, quando Ramírez riconobbe il nuovo governo boliviano, risultato di un colpo di Stato guidato da Gualberto Villarroel. La Bolivia si dichiarò a favore della neutralità e propose la creazione di un blocco meridionale neutralista, insieme all'Argentina e al Cile, gli unici paesi rimasti neutrali nelle Americhe. A questo si aggiunse lo scandalo per l'arresto da parte degli inglesi del marinaio Osmar Helmuth, un agente segreto tedesco che era stato mandato da Ramírez, Gilbert e Sueyro a comprare armi dalla Germania.
Gli Stati Uniti reagirono con forza, sostenendo che l'Argentina avesse promosso il colpo di Stato boliviano, inviarono una portaerei nel Río de la Plata, che si ancorò a Montevideo. La reazione degli Stati Uniti portò ad un'immediata retromarcia dei leader militari argentini, e il 26 gennaio 1944 l'Argentina ruppe le relazioni con la Germania nazista e il Giappone. La rottura delle relazioni portò però ad una crisi dell'economia argentina.
Questo portò a una crisi del governo, a causa del malcontento diffuso nelle forze armate, soprattutto tra il gruppo di destra nazionalista cattolico-ispanico, il principale sostenitore del presidente Ramírez. Martínez Zuviría si dimise dal Ministero dell'Istruzione, così come Casares dalla UBA. Poco dopo, il 15 febbraio, anche i principali sostenitori di Ramírez, il colonnello González e suo figlio, si dimisero, e il giorno seguente anche il colonnello Gilbert si dimise. Il presidente aveva ormai le ore contate.

### La caduta di Ramírez
Il 22 febbraio il GOU aveva già deciso di rovesciare Ramirez a causa della rottura delle relazioni con l'Asse; avendo giurato di appoggiare il presidente, risolse la questione dissolvendo il GOU, liberandolo così formalmente dal suo giuramento. Il giorno dopo, gli stessi ufficiali si riunirono di nuovo per chiedere le dimissioni di Ramirez. Da quel momento in poi, la situazione rimase indefinita per due settimane, fino alle dimissioni del presidente il 9 marzo.
Cercando di anticipare gli eventi, il 24 febbraio Ramírez chiese le dimissioni al generale Farrell, vicepresidente e ministro della guerra. Quest'ultimo rispose convocando i capi delle principali guarnigioni nel suo ufficio e ordinando di circondare la residenza presidenziale. Quella stessa notte i capi delle guarnigioni vicino a Buenos Aires si presentarono a Ramirez e chiesero le sue dimissioni. Ramírez presentò poi il seguente testo di dimissioni, scritto dal colonnello Enrique P. González:
Pedro P. Ramírez, maggiore generale.
Buenos Aires, 24 febbraio 1944»
Il testo delle dimissioni conteneva una trappola, poiché l'uso delle parole "mi arrendo all'imposizione della forza" indicava una rivoluzione, non una successione all'interno del regime stesso. Per questi casi, la recente dottrina panamericana Guani, guidata dagli Stati Uniti, ha imposto che
Il nuovo governo sarebbe potuto non essere riconosciuto dagli altri paesi e restare così isolato a livello internazionale, cosa che alla fine accadde.
I vertici militari rifiutarono i termini delle dimissioni di Ramírez, che alla fine accettò di invocare la "stanchezza" come motivo per "delegare" la carica di presidente al vicepresidente Farrell, che il giorno dopo, il 25 febbraio, assunse la carica "ad interim".
Formalmente, tuttavia, Ramírez rimase presidente e continuò ad operare con la sua cerchia ristretta. Il pomeriggio del 29 febbraio ventuno generali cominciarono a riunirsi per discutere una soluzione elettorale (tra loro c'erano Arturo Rawson, Manuel Savio, Elbio Anaya, ecc.) Quello stesso giorno il tenente colonnello Ducó, credendo che la riunione dei generali avesse iniziato un colpo di Stato a sostegno di Ramírez, fece ribellare lo strategico 3º reggimento di fanteria e lo condusse a Lomas de Zamora, dove prese edifici e posizioni chiave, trincerandosi. Il giorno dopo si arrese.
Le riunioni dei generali continuarono a includere ammiragli così come radicali e socialisti. Il 4 marzo Ramírez ordinò al leader politico radicale Ernesto Sammartino di organizzare una rivolta civile che però fallì.
Infine, il 9 marzo, il generale Ramírez presentò le sue dimissioni in un lungo documento, che fu reso pubblico, in cui rese pubblici tutti i passi che portarono alla sua deposizione. Sulla base del testo delle dimissioni del presidente Ramírez, gli Stati Uniti non riconobbero il nuovo governo e decisero che avrebbero ritirato il loro ambasciatore a Buenos Aires, facendo pressione sul resto dei paesi latinoamericani e sulla Gran Bretagna per fare lo stesso.
Così, il 25 febbraio 1944, il vicepresidente, il generale Edelmiro Farrell, assunse la presidenza, dapprima ad interim e definitivamente dal 9 marzo.

## La presa del potere del generale Farrell

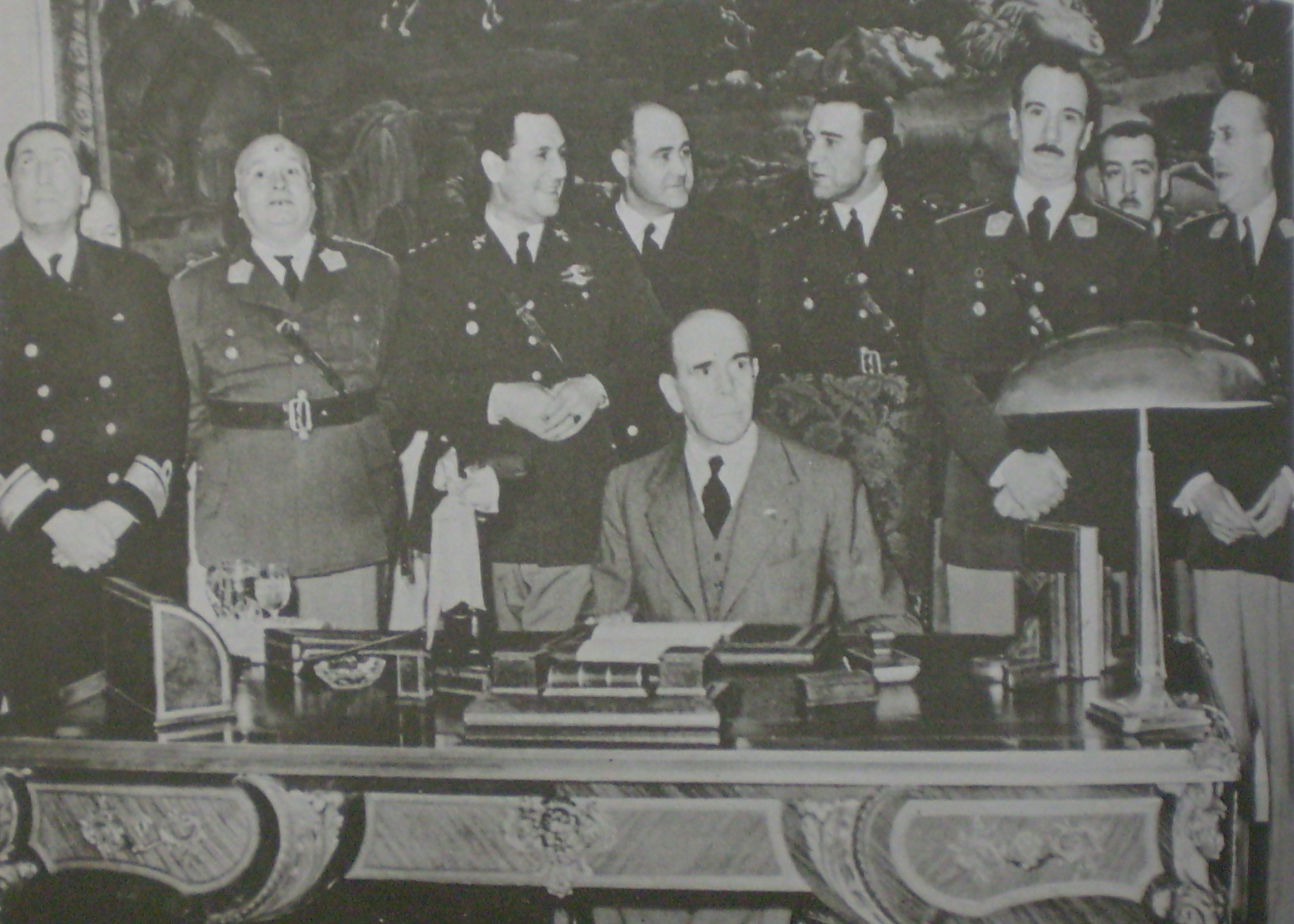
Il generale Farrell con alle spalle il suo governo.

Il generale Farrell era stato nominato vicepresidente il 15 ottobre 1943, dopo la morte di Sabá Sueyro e un tentativo di Ramírez di spodestarlo dal governo attraverso un'operazione militare guidata dal generale Santos V. Rossi. Il suo governo sarebbe stato caratterizzato dalla duplice tensione di rappresentare un esercito largamente neutralista e l'impossibilità di resistere alla crescente pressione degli Stati Uniti per l'allineamento incondizionato dell'Argentina man mano che la sconfitta di Germania e Giappone diventava sempre più palese.
Fin dall'inizio, Farrell si trovò in contrasto con il generale Luis César Perlinger, ministro dell'Interno e figura di spicco del nazionalismo cattolico-ispanico di destra. L'appoggio principale di Farrell sarà Perón e la sua efficace politica del lavoro, che riuscì anche a nominare ministro della guerra, nonostante l'opposizione della maggior parte degli ex membri del GOU che, allarmati dalle relazioni di Perón con i sindacati, arrivarono a nominare il generale Juan Sanguinetti a quel posto, operazione che fu ribaltata per la categorica insistenza di Farrell.
Il 31 maggio, su raccomandazione del Ministero della Guerra, istituì con il decreto n. 13941 un nuovo territorio nazionale nella zona petrolifera di Comodoro Rivadavia. Questa città doveva diventare la capitale del governatorato militare di Comodoro Rivadavia. Questo territorio sarebbe esistito fino al 1955.
Alla fine di maggio, il generale Perlinger cercò di rovesciare il duo Farrell-Perón proponendosi tra gli ex membri del GOU per occupare il posto vacante di vicepresidente. Tuttavia, contrariamente alle aspettative, perse il voto interno tra gli ufficiali. Il 6 giugno 1944 Perón approfittò del passo falso di Perlinger per chiederne le dimissioni venendo subito appoggiato da Farrell. Senza alternative, Perlinger si dimise e Perón stesso fu nominato vicepresidente senza lasciare gli altri incarichi. Il duo Farrell-Perón raggiunse così il suo massimo potere, che sarebbe stato utilizzato nei mesi successivi per espellere dal governo gli altri uomini del nazionalismo di destra: Bonifacio del Carril, Francisco Ramos Mejía, Julio Lagos, Miguel Iñiguez, Juan Carlos Poggi, Celestino Genta, tra gli altri.

### La pressione degli Stati Uniti
Contemporaneamente, gli Stati Uniti intensificarono la pressione sull'Argentina, dipingendola come una minaccia alla democrazia, con il duplice obiettivo di dichiarare guerra all'Asse e di farla uscire dall'orbita britannico-europea.
Il 22 giugno ha ritirato il suo ambasciatore, una mossa che è stata seguita da tutti gli altri governi latinoamericani. Solo la Gran Bretagna mantenne il suo ambasciatore, David Kelly, a Buenos Aires. Il governo britannico non accettò rifiutò la descrizione statunitense del regime argentino e accettò il "neutralismo" come meccanismo per garantire l'approvvigionamento della popolazione e degli eserciti. Ma soprattutto, la Gran Bretagna era consapevole che il vero obiettivo degli Stati Uniti era quello di rimpiazzarli come potenza economica dominante imponendo in Argentina un governo filo-americano e pertanto non era disposta a facilitare questo (ci sarebbero voluti quasi altri due decenni per gli Stati Uniti per stabilire la loro egemonia in Argentina). Alla fine il presidente americano Franklin Delano Roosevelt dovette conferire personalmente con Winston Churchill per convincere la Gran Bretagna a ritirare il suo ambasciatore. Il segretario di Stato americano Cordell Hull ricorda l'evento nelle sue Memorie e racconta che Churchill finì per acconsentire alla richiesta "con suo grande rammarico e quasi con fastidio".
I britannici dichiararono che gli Stati Uniti stavano intenzionalmente distorcendo i fatti dipingendo l'Argentina come un "pericolo" per la democrazia. John Victor Perowne, capo del dipartimento sudamericano del Foreign Office avvertì:
Ad agosto gli Stati Uniti congelarono le riserve argentine nelle loro banche, e a settembre cancellarono tutti i permessi di esportazione verso l'Argentina per acciaio, legname e prodotti chimici, vietando a qualsiasi nave della loro flotta mercantile di entrare nei porti argentini. Infine, gli Stati Uniti mantennero una politica di pieno appoggio e militarizzazione del Brasile, che allora, paradossalmente, era governato dalla dittatura del filofascista Getulio Vargas.
Le misure prese dagli Stati Uniti isolarono l'Argentina, ma contemporaneamente portarono anche a un aumento delle politiche industriali e del lavoro.

### Politiche sociali e del lavoro

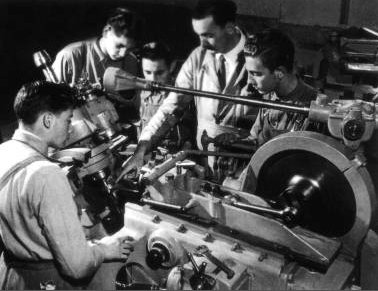
La creazione di scuole tecniche da parte di Juan Perón fu tanto una questione di soddisfare una richiesta sindacale quanto una politica di industrializzazione. Tra il 1941 e il 1946, la classe operaia industriale crebbe del 38%, passando da 677517 a 938387 lavoratori.

Durante il 1944, Farrell promosse fortemente le riforme del lavoro proposte dal Ministero del Lavoro. Quell'anno il governo ha invitato i sindacati e i datori di lavoro a negoziare i contratti collettivi, un processo che non aveva precedenti nel paese. Tra il 1944 e il 1945 furono firmati più di 700 contratti collettivi.
Il 18 novembre 1944 fu annunciato che l'Estatuto del Peón de Campo (decreto legge n. 28 194), approvato il mese precedente, sarebbe stato promulgato, modernizzando la situazione semi-feudale in cui si trovavano ancora i lavoratori rurali, mettendo in allarme i grandi proprietari terrieri che controllavano le esportazioni dell'Argentina.
Il 30 novembre furono istituiti i tribunali del lavoro, che furono anche fortemente contrastati dai padroni e dai gruppi conservatori.
Nell'ambito della politica sanitaria, il presidente Farrel emanò il decreto 10.638/1944 che stabiliva la regolamentazione del lavoro sessuale, permettendo l'installazione di locali per l'esercizio della prostituzione con l'autorizzazione preventiva della Direzione della Sanità e dell'Assistenza Sociale, l'approvazione del Ministero dell'Interno e il controllo sanitario. La regolamentazione non incideva sulla persecuzione penale della prostituzione, sancita dalla legge n. 9143.
Il 4 dicembre fu approvato il piano di pensionamento per i dipendenti del commercio, a cui seguì la manifestazione sindacale di appoggio a Perón, la prima in suo sostegno e in cui parlò in una manifestazione pubblica, organizzata da Borlenghi, segretario generale del sindacato, raccogliendo una folla enorme stimata in 200 000 persone.
Allo stesso tempo, la sindacalizzazione dei lavoratori stava aumentando: mentre nel 1941 c'erano 356 sindacati con 441 412 membri, nel 1945 questo numero era salito a 969 sindacati con 528 523 membri.
Il duo Farrel-Perón, con l'appoggio di un settore considerevole del sindacalismo, stava rimodellando in modo massiccio la cultura alla base dei rapporti di lavoro, caratterizzata fino ad allora dalla predominanza del paternalismo caratteristico dell'estancia. Un esponente del settore padronale che si opponeva alle riforme del lavoro "peroniste" sosteneva all'epoca che l'aspetto più grave di queste riforme era che i lavoratori avevano "cominciato a guardare negli occhi i loro datori di lavoro". In questo contesto di trasformazione culturale riguardo al posto dei lavoratori nella società, la classe operaia era in continua espansione a causa dell'industrializzazione accelerata del paese. Questa grande trasformazione socio-economica fu la base del nazionalismo operaio che prese forma tra la seconda metà del 1944 e la prima metà del 1945 e che prenderà il nome di peronismo.

### Repressione politica
Il governo militare chiuse la casa editrice Problemas di Carlos Dujovne che, all'epoca, era la più grande impresa in America Latina per la diffusione di materiale marxista, e ne bruciò il magazzino. Dujovne, come centinaia di militanti comunisti, fu arrestato senza processo, su ordine dell'esecutivo e confinato fino al 1945 nella prigione di Neuquén, dove condivise una cella con Luis Víctor Sommi, in condizioni molto dure. La prigione costruita nel 1904 era stata dichiarata inabitabile ed era stata convertita in un deposito per 10 anni. Un altro prigioniero fu Pedro Chiarante, una delle figure chiave nel processo di creazione dei sindacati edili nel 1935, che divenne vicepresidente del Secondo Congresso della Confederazione Generale del Lavoro. Fu detenuto dal governo per alcune settimane nel carcere di Villa Devoto e poi trasferito all'isola Martín García, e quando fu rilasciato dopo un anno la sua salute era decisamente danneggiata dai rigori del clima che doveva sopportare.
Luis Víctor Sommi ha scritto del suo periodo nella prigione di Neuquén:
Tornò a casa, secondo Alicia Dujovne Ortiz, con "più reumatismi e meno denti".
José Peter, un leader dell'industria della carne, fu arrestato il 6 giugno 1943 e rinchiuso senza processo nella prigione di Neuquén. Il 2 ottobre 1943 iniziò uno sciopero dei lavoratori dell'industria della carne appartenenti alla Federación Obrera de la Industria de la Carne (FOIC); essi chiedevano la loro libertà e Perón ordinò il loro immediato trasferimento su un aereo militare a Buenos Aires, dove incontrarono il colonnello Domingo Mercante, accettando di revocare lo sciopero a partire dal 4 seguente in cambio di nessun licenziamento. Il 3 una folla di lavoratori della carne ha applaudito Peter allo stadio Sportivo Dock Sud e l'assemblea tenuta lì ha messo fine allo sciopero. Il 21 ottobre il governo fece irruzione nei locali del sindacato, chiudendo la FOIC, che fu sciolta il 13 febbraio 1944. Peter fu arrestato dalla polizia federale argentina e l'anno successivo deportato a Montevideo. Lo storico Horacio Tarcus attribuisce questo al fatto che Peter "era indifferente alla seduzione del colonnello".

### Politica industriale

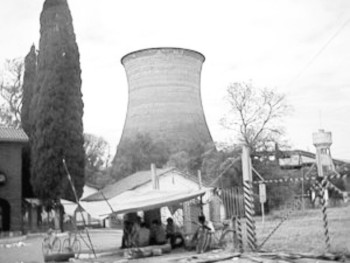
Gli altoforni Zapla II nella provincia di Jujuy.

Ramírez e, soprattutto, Farrell, continuarono una politica di industrializzazione che andava di pari passo con la politica del lavoro. Entrambi stavano conducendo una rapida trasformazione della società argentina, causando una crescita geometrica della classe operaia e del settore salariato, con una crescente presenza delle donne nel mercato del lavoro, l'emergere di un ampio settore di piccoli e medi imprenditori industriali, e una grande migrazione interna a Buenos Aires, le cosiddette cabecitas negras, con componenti culturali diverse da quelle che avevano caratterizzato la grande ondata di immigrazione europea che inondò il paese tra il 1850 ed il 1950.
Le principali misure di politica industriale della dittatura furono:
- la creazione della Segreteria dell'Industria con rango ministeriale (Ramírez, 1943).
- l'uso del sistema tariffario (tariffe d'importazione) per guidarlo in una direzione protezionista;
- la nazionalizzazione degli elevatori di grano e della Compagnia del Gas Primitivo;
- il commissariamento della Corporación de Transporte de Buenos Aires (CTCBA), simbolo della corruzione durante il decennio infame, di cui lo Stato era già il principale azionista a causa del suo deficit cronico;
- l'acquisto della ferrovia Rosario-Mendoza;
- il ripristino della ferrovia transandina, chiusa durante il decennio infame e di grande importanza per l'economia del Cuyo;
- la creazione del Banco de Crédito Industrial (Banca di Credito Industriale), decisivo per la promozione dell'industria (Farrell, 1944).
- presentazione, nel giugno 1944, del prototipo del primo carro armato medio di fabbricazione argentina, chiamato Nahuel, progettato dal tenente colonnello Alfredo Baisi;
- completamento dei lavori di costruzione del primo altoforno d'acciaio ad Altos Hornos Zapla, dove l'11 ottobre 1945 fu realizzata la prima colata di ghisa;
- scioglimento delle commissioni di regolamentazione e dell'Instituto Movilizador, creato durante il decennio infame per proteggere gli interessi delle imprese.

### La dichiarazione di guerra alla Germania

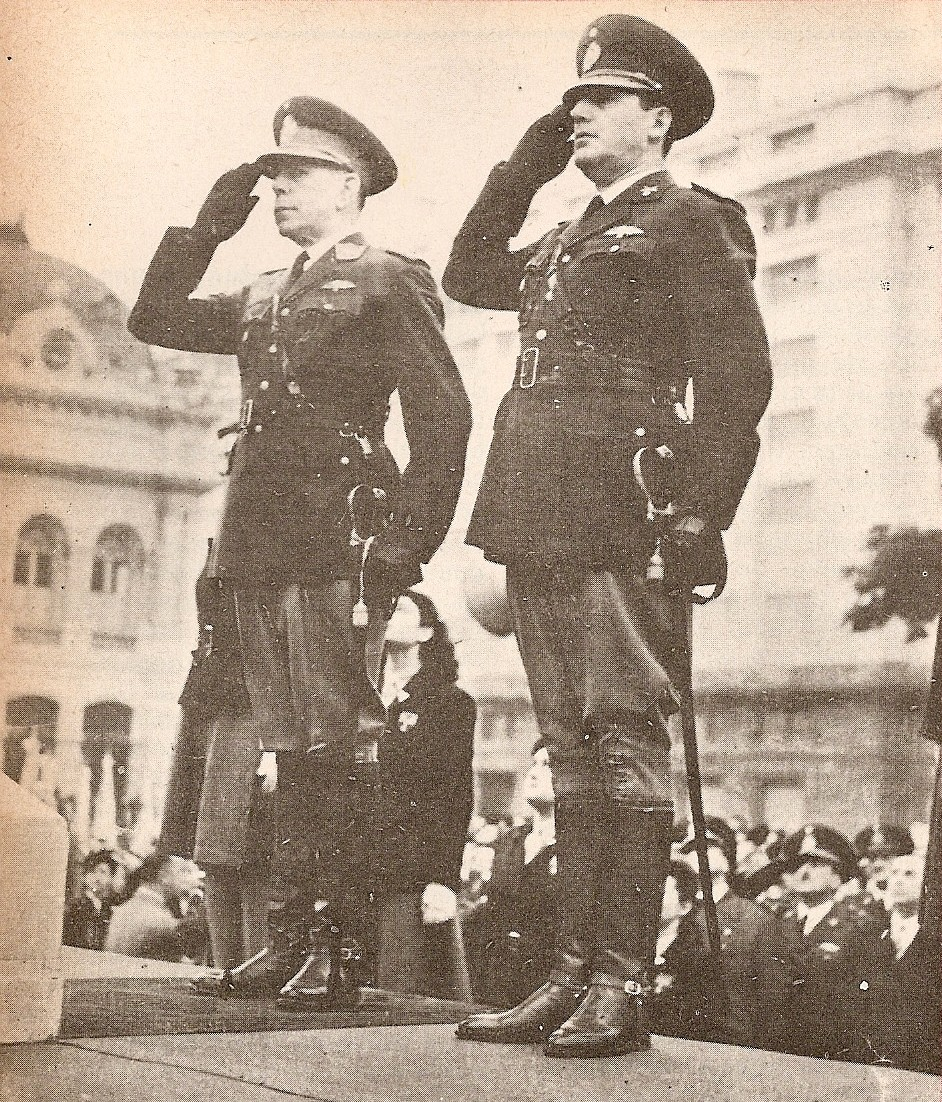
Farrell e Perón formarono un asse politico che determinò il corso della politica argentina dal 1944 al 1946

Il duo Farrell-Perón formò un asse che dominò i successivi 18 mesi della Rivoluzione del 1943, tra i più importanti della storia argentina. Il 1945 iniziò con l'evidente intenzione di Farrell e Perón di preparare il terreno per dichiarare guerra alla  Germania nazista e al Giappone, ormai allo stremo, per uscire dal completo isolamento in cui era finito il paese e aprire la strada alle elezioni.
Già nell'ottobre dell'anno precedente la dittatura aveva richiesto una riunione dell'Unione Panamericana per considerare una linea d'azione comune. Poi nuovi membri del gruppo nazionalista di destra lasciarono il governo: il ministro degli Esteri Orlando L. Peluffo, il controllore del Corrientes David Uriburu, e soprattutto il generale Sanguinetti, che fu rimosso dal cruciale incarico di controllore della provincia di Buenos Aires e, dopo un breve interregno, fu sostituito da Bramuglia, l'avvocato sindacalista tra i principali alleati di Perón.
A febbraio Perón fece un viaggio segreto negli Stati Uniti per concordare la dichiarazione di guerra, la fine del blocco, il riconoscimento del governo argentino e la sua adesione alla Conferenza interamericana di Chapultepec prevista per il 21 febbraio. Poco dopo, il nazionalista di destra Rómulo Etcheverry Boneo si dimise dal ministero dell'Istruzione e fu sostituito da Antonio J. Benítez, un membro del gruppo Farrell-Perón.
Il 27 marzo 1945, contemporaneamente alla maggior parte dei paesi latinoamericani, l'Argentina dichiarò guerra alla Germania e al Giappone e una settimana dopo firmò l'atto di Chapultepec. Con questa firma il governo argentino poté partecipare alla conferenza di San Francisco che fondò le Nazioni Unite il 26 giugno 1945 diventando così uno dei 51 paesi fondatori.

### Peronismo contro antiperonismo

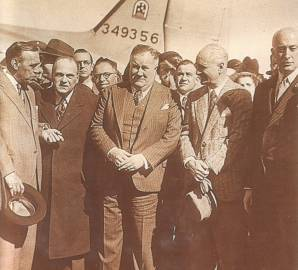
Spruille Braden, il nuovo ambasciatore americano in Argentina, il giorno del suo arrivo a Buenos Aires il 19 maggio 1945. Sarà il principale organizzatore dell'antiperonismo.

La caratteristica principale del 1945 in Argentina fu la radicalizzazione della contrapposizione tra peronismo e antiperonismo, in gran parte guidata dagli Stati Uniti attraverso il suo ambasciatore, Spruille Braden. Da allora in poi, la popolazione argentina si sarebbe divisa in due campi opposti: una classe operaia, principalmente d'orientamento peronista, e un campo antiperonista che era principalmente classe media (soprattutto a Buenos Aires) e alta.
Il 19 maggio Braden giunse a Buenos Aires, il nuovo ambasciatore americano che sarebbe rimasto in carica fino a novembre dello stesso anno. Egli era uno dei proprietari della Braden Copper Company in Cile, un sostenitore della dura politica imperialista del "Grande Bastone"; era apertamente antisindacale e si opponeva all'industrializzazione dell'Argentina. In precedenza aveva avuto un ruolo importante nella guerra del Chaco tra Bolivia e Paraguay, preservando gli interessi della Standard Oil e a Cuba (1942), dove lavorò per rompere le relazioni tra il paese caraibico e la Spagna. In seguito servirà come assistente segretario degli Stati Uniti per gli affari latinoamericani e successivamente come lobbista per la United Fruit Company, promuovendo il colpo di Stato contro Jacobo Arbenz in Guatemala nel 1954.
Secondo l'ambasciatore britannico, Braden aveva "l'idea fissa di essere stato scelto dalla Provvidenza per rovesciare il regime Farrell-Perón". Fin dall'inizio, Braden iniziò pubblicamente a organizzare e coordinare l'opposizione, esacerbando il conflitto interno.
Il 16 giugno l'opposizione passò all'offensiva con il famoso Manifesto del Commercio e dell'Industria in cui 321 organizzazioni di datori di lavoro, guidate dalla Borsa e dalla Camera di Commercio argentina, misero fortemente in discussione la politica del lavoro del governo. La principale lamentela del settore imprenditoriale era che si stava creando "un clima di sospetto, provocazione e ribellione, che stimola il risentimento, e uno spirito permanente di ostilità e vendetta".
Il movimento sindacale, che non era ancora dominato da un aperto sostegno a Perón,114 reagì rapidamente in difesa della politica del lavoro, e il 12 luglio la CGT organizzò una massiccia manifestazione sotto lo slogan "Contro la reazione capitalista". Secondo lo storico radicale Félix Luna, fu la prima volta che i lavoratori iniziarono a identificarsi come "peronisti".
La polarizzazione sociale e politica continuò a crescere. L'antiperonismo adottò la bandiera della democrazia e criticò aspramente quelli che definì atteggiamenti antidemocratici dei suoi avversari; il peronismo prese la bandiera della giustizia sociale e criticò aspramente il disprezzo dei lavoratori da parte dei suoi avversari. In linea con i termini della polarizzazione, il movimento studentesco ha espresso la sua opposizione con lo slogan no alla dittatura delle espadrillas e il movimento sindacale rispose con espadrillas sì, libri no.

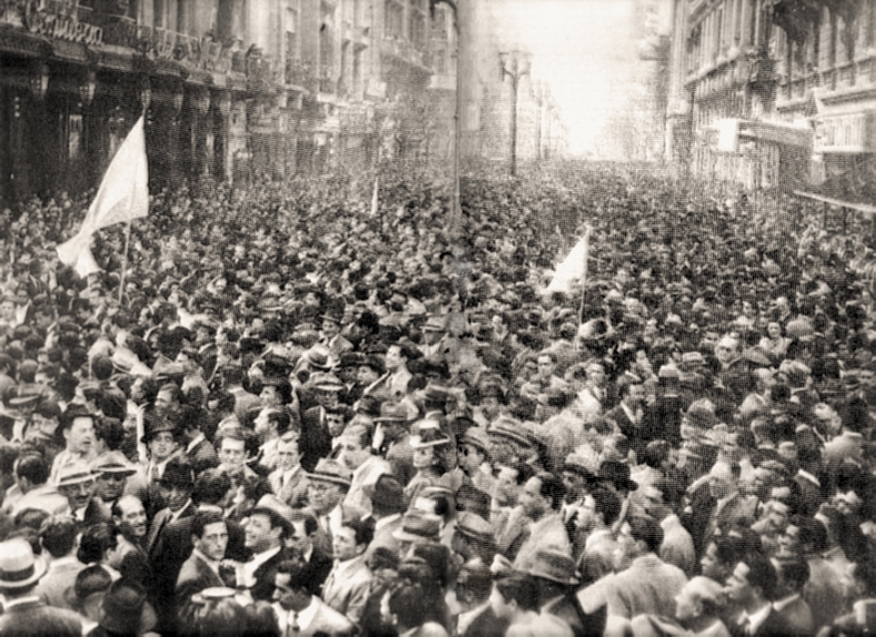
Il 19 settembre 1945, l'opposizione antiperonista riuscì a radunare una folla immensa per la Marcia per la Costituzione e la Libertà.

Il 19 settembre 1945, l'opposizione unita fece il duo debutto con una grande manifestazione di più di 200 000 persone chiamata la Marcia della Costituzione e della Libertà, che marciò dal Congresso al quartiere di Recoleta. Cinquanta dirigenti dell'opposizione hanno guidato la manifestazione, tra cui i radicali José P. Tamborini, Enrique Mosca, Ernesto Sammartino e Gabriel Oddone, il socialista Nicolás Repetto, i radicali antipersonalisti José M. Cantilo e Diógenes Taboada, il conservatore Laureano Landaburu, i democristiani Manuel Ordóñez e Rodolfo Martínez, il filocomunista Luis Reissig, il democratico progressista Juan José Díaz Arana, il rettore della UBA Horacio Rivarola.
Lo storico Miguel Ángel Scenna commenta questo evento dicendo che:

### Defenestrazione di Peron
La marcia dell'opposizione ebbe un forte impatto sul governo e innescò una successione di rivolte militari antiperoniste che si concretizzò l'8 ottobre quando le forze militari di Campo de Mayo, sotto il comando del generale di brigata Eduardo Ávalos (che era stato uno dei leader del GOU), chiesero le dimissioni e l'arresto di Perón. L'11 ottobre gli Stati Uniti chiesero alla Gran Bretagna di smettere di comprare merci argentine per due settimane per provocare la caduta del governo.
Il 12 ottobre Perón fu arrestato e incarcerato sull'isola Martín García. A quel punto i leader del movimento di opposizione avevano a disposizione il paese e il governo. "Perón era un cadavere politico" e il governo, formalmente presieduto da Farrell, era in realtà nelle mani del generale Ávalos che aveva preso il posto di Perón come ministro della guerra e intendeva solo passare il potere ai civili il più presto possibile.
Perón fu anche sostituito come vicepresidente dal ministro dei lavori pubblici, il generale Pistarini, che mantenne entrambe le cariche, e il capo della Marina, il contrammiraglio Héctor Vernengo Lima, assunse il ministero della Marina. La tensione raggiunse un punto tale che il leader radicale Sabattini fu fischiato dai suoi stessi sostenitori nella Casa Radicale, una grande manifestazione civile attaccò il Círculo Militar (12 ottobre) mentre un commando paramilitare arrivò a pianificare l'assassinio di Perón.
Riorganizzando il governo, il nuovo ministro della Guerra e dell'Interno, il colonnello  Ávalos, offrì la presidenza al radicale Amadeo Sabattini, che non accettò, proponendo poi che il procuratore della Corte suprema, Juan Álvarez, formasse un gabinetto civile.
La Casa Radicale in calle Tucumán a Buenos Aires era diventata il centro delle delibere dell'opposizione. Ma mentre i giorni passavano senza alcuna risoluzione, i leader dell'opposizione commisero una serie di gravi errori. Il primo fu quello di non organizzarsi e di aspettare passivamente che le forze armate agissero da sole, il secondo, più grave ancora, è stato quello di accettare e spesso incoraggiare il revanscismo del ceto padronale. Mercoledì 16 ottobre era il giorno di paga:

#### La manifestazione del 17 ottobre

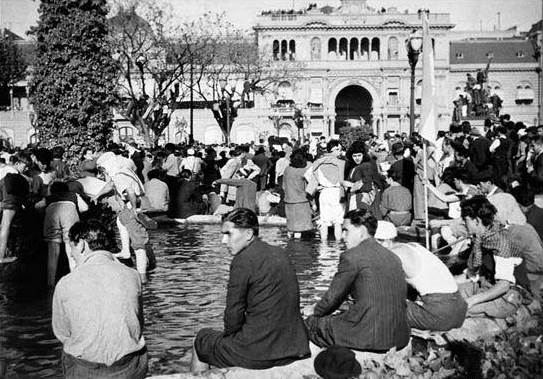
"Le zampe nella fontana", una famosa foto scattata il giorno della mobilitazione peronista, conosciuta come Día de la Lealtad (Giorno della Lealtà, 17 ottobre 1945), grazie alla quale Perón fu liberato.

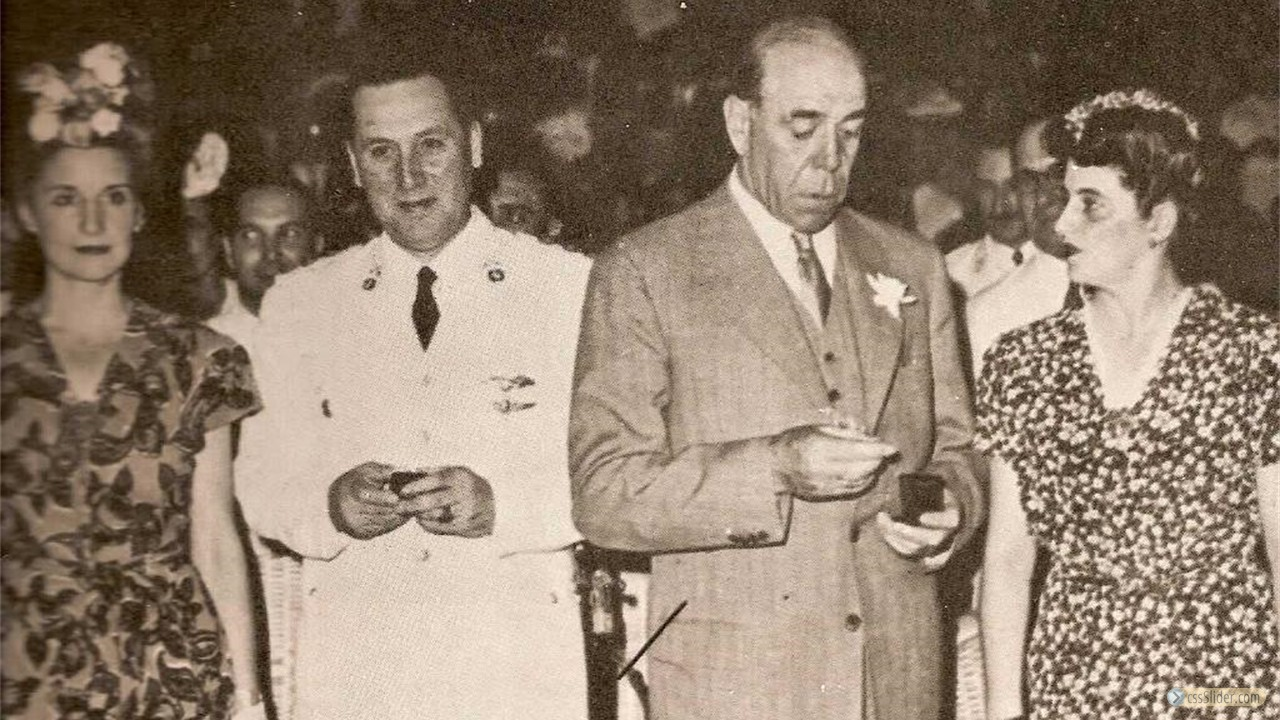
Perón e Farrell con le consorti

Il giorno seguente, il 17 ottobre 1945, ebbe luogo uno degli eventi decisivi della storia argentina. Un settore sociale sconosciuto, che era stato completamente assente dalla storia argentina fino ad allora, prese d'assalto Buenos Aires e chiese la libertà di Perón. La città fu occupata da decine di migliaia di lavoratori, provenienti dalle zone industriali che si erano sviluppate alla periferia della città. La folla raggiunse Plaza de Mayo. Si caratterizzava per il gran numero di giovani, soprattutto donne, e per la predominanza di persone con i capelli e la pelle più scura di quelle che frequentavano gli eventi politici tradizionali dell'epoca. L'opposizione antiperonista evidenziò queste differenze e usò termini dispregiativi per riferirsi ai simpatizzanti peronisti, come "negros", "grasas", "descamisados" e "cabecitas negras".
I manifestanti erano accompagnati da una nuova generazione di giovani e nuovi delegati sindacali di base appartenenti ai sindacati della CGT, che avevano iniziato a reagire due giorni prima con lo sciopero della FOTIA (lavoratori dello zucchero). Fu una mobilitazione completamente pacifica, ma lo sconvolgimento politico e culturale fu di tale portata che in poche ore il sicuro trionfo del movimento antiperonista di una settimana prima era stato diluito, così come il potere residuo del governo militare.
Durante quel giorno, i comandanti militari discussero come contenere la folla. Il ministro della Marina, l'ammiraglio Vernengo Lima, propose di reprimere i manifestanti con armi da fuoco, ma il generale Ávalos si oppose. Dopo intensi negoziati Perón fu rilasciato e quella stessa notte si rivolse ai suoi sostenitori da uno dei balconi della Casa Rosada.
Sia Ávalos che Álvarez l'indomani cessarono dalle funzioni ministeriali e fu concordato un nuovo gabinetto di governo tra Farrell e Perón, con uomini fedeli a quest'ultimo.
Pochi giorni dopo fu fissata la data delle elezioni generali: il 24 febbraio 1946.

## Le elezioni politiche del 1946

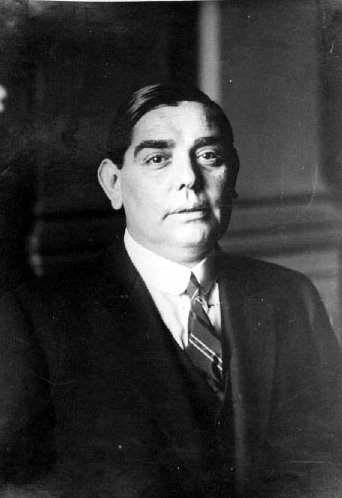
Il radicale José P. Tamborini, candidato presidenziale per l'Unione Democratica nelle elezioni presidenziali del 1946.

### Le forze in campo
Il peronismo, con la candidatura di Juan Perón, non poté riunire nessuno dei partiti politici già esistenti e dovette organizzarsi rapidamente sulla base di tre nuovi partiti:
- Partito del Lavoro, organizzato dai sindacati della CGT e presieduto dal sindacalista rivoluzionario Luis Gay;
- l'Unione Civica Radicale Junta Renovadora, guidata da Hortensio Quijano e Antille, riunì i radicali che si erano divisi dall'UCR;
- il Partito Indipendente, presieduto dall'ammiraglio Alberto Tessaire, riuniva i conservatori che sostenevano Perón.

I tre partiti coordinarono la loro azione politica attraverso una Commissione Nazionale di Coordinamento Politico (Junta Nacional de Coordinación Política, JCP), presieduta dall'avvocato Bramuglia. Lì fu concordato che ogni partito avrebbe scelto i suoi candidati e che il 50% dei seggi sarebbe andato al Partito del Lavoro mentre il restante 50% sarebbe stato distribuito equamente tra la Unión Cívica Radical Junta Renovadora e il Partito Indipendente.
Il resto delle forze politiche era inquadrato nella coalizione dell'Unione Democratica (UD), i cui candidati erano i radicali José P. Tamborini e Enrique Mosca ed era composta da:
- i radicali dell'UCR;
- il Partito Socialista;
- il Partito Democratico Progressista
- il Partito Comunista

Il conservatore Partito Democratico Nazionale, pilastro dei governi del Decennio Infame, non poté unirsi all'Unione Democratica a causa dell'opposizione dell'UCR. In ogni caso, il PDN diede indicazione ai suoi elettori di votare per il ticket Tamborini-Mosca, ma la sua esclusione dall'alleanza antiperonista ne facilitò la frammentazione. In alcuni casi, come a Córdoba, il PDN si unì formalmente all'alleanza. All'interno dell'UCR quello stesso anno si formò una corrente chiamata Movimiento de Intransigencia y Renovación (gli intransigenti) che adottò una posizione contraria all'Unione Democratica e ai settori del radicalismo che la sostenevano, i sindacalisti.
Anche altri piccoli partiti si unirono all'UD, come il Partito Popolare Cattolico e l'Unione Centro Indipendenti, così come importanti organizzazioni studentesche (FUA, FUBA, ecc.), imprenditoriali (UIA, SRA, CAC, ecc.) e professionali (Centro de Ingenieros, Asociación de Abogados, Sociedad Argentina de Escritores, ecc.)
L'UD aveva presentato candidati unici per il tandem presidenziale, ma permetteva ad ogni partito di gestire i propri candidati nei vari distretti. L'UCR presentò ovunque i propri candidati, ma altrove le altre forze costituirono alleanze differenti. Nella Capitale Federale ad esempio, i democratici progressisti e i comunisti formarono un'alleanza chiamata Unità e Resistenza che propose come candidati senatori Rodolfo Ghioldi (PC) e Julio Noble (PDP). Anche i socialisti erano inclini a schierare i propri candidati.

### La campagna elettorale
Il peronismo, che vantava un'alta partecipazione femminile alle sue marce sindacali, propose il riconoscimento dei diritti politici delle donne. L'Assemblea Nazionale Femminile presieduta da Victoria Ocampo, che aderiva all'UD e da tempo sosteneva il suffragio femminile, si oppose all'iniziativa con la motivazione che la riforma doveva essere portata avanti da un governo democratico e non da una dittatura, e la proposta non fu infine approvata. In ogni caso, Perón fu accompagnato durante la campagna dalla moglie, Eva Duarte de Perón, il che era una novità nella cultura politica argentina.
Durante la campagna elettorale, il governo approvò il decreto legge 33.302/45 che istituì il SAC (SAC) e altri miglioramenti delle condizioni lavorative. Le organizzazioni dei datori di lavoro resistettero apertamente alla misura e alla fine del dicembre 1945 nessuna impresa aveva ancora pagato il SAC. In risposta, la CGT dichiarò uno sciopero generale, che fu accolto a sua volta dal settore commerciale con una serrata nei grandi negozi commerciali. L'UD, compresi i suoi partiti operai membri (socialista e comunista), appoggiarono il settore padronale nel conflitto opponendosi al SAC, mentre il peronismo appoggiò apertamente i sindacati nella loro lotta per garantirlo. Pochi giorni dopo, i sindacati ottennero un'importante vittoria, che rafforzò il peronismo e lasciò allo sbando le forze antiperoniste, accordandosi con il settore imprenditoriale per riconoscere il "sueldo anual complementario" (salario annuale supplementare) e per pagarlo in due rate.
Meno di due settimane prima delle elezioni, l'11 febbraio 1946, fu poi resa pubblica un'iniziativa ufficiale del governo degli Stati Uniti, intitolata Consultazione tra le repubbliche americane sulla situazione argentina, che divenne meglio conosciuta come il Libro Blu. L'iniziativa era stata preparata da Braden e consisteva in un tentativo degli Stati Uniti di proporre a livello internazionale l'occupazione militare dell'Argentina, applicando la cosiddetta Dottrina Rodríguez Larreta. Ancora una volta, entrambi i settori adottarono posizioni diametralmente opposte: UD appoggiò il Libro Blu e l'immediata occupazione militare dell'Argentina da parte delle forze militari guidate dagli americani; inoltre, chiese l'estromissione legale di Perón come candidato. Perón a sua volta contrattaccò pubblicando il Libro Bianco e Blu (in riferimento ai colori della bandiera argentina) e pubblicizzando uno slogan che proponeva una scelta schietta, Braden o Perón, che ebbe una forte influenza sull'opinione pubblica al momento del voto.

### Le elezioni

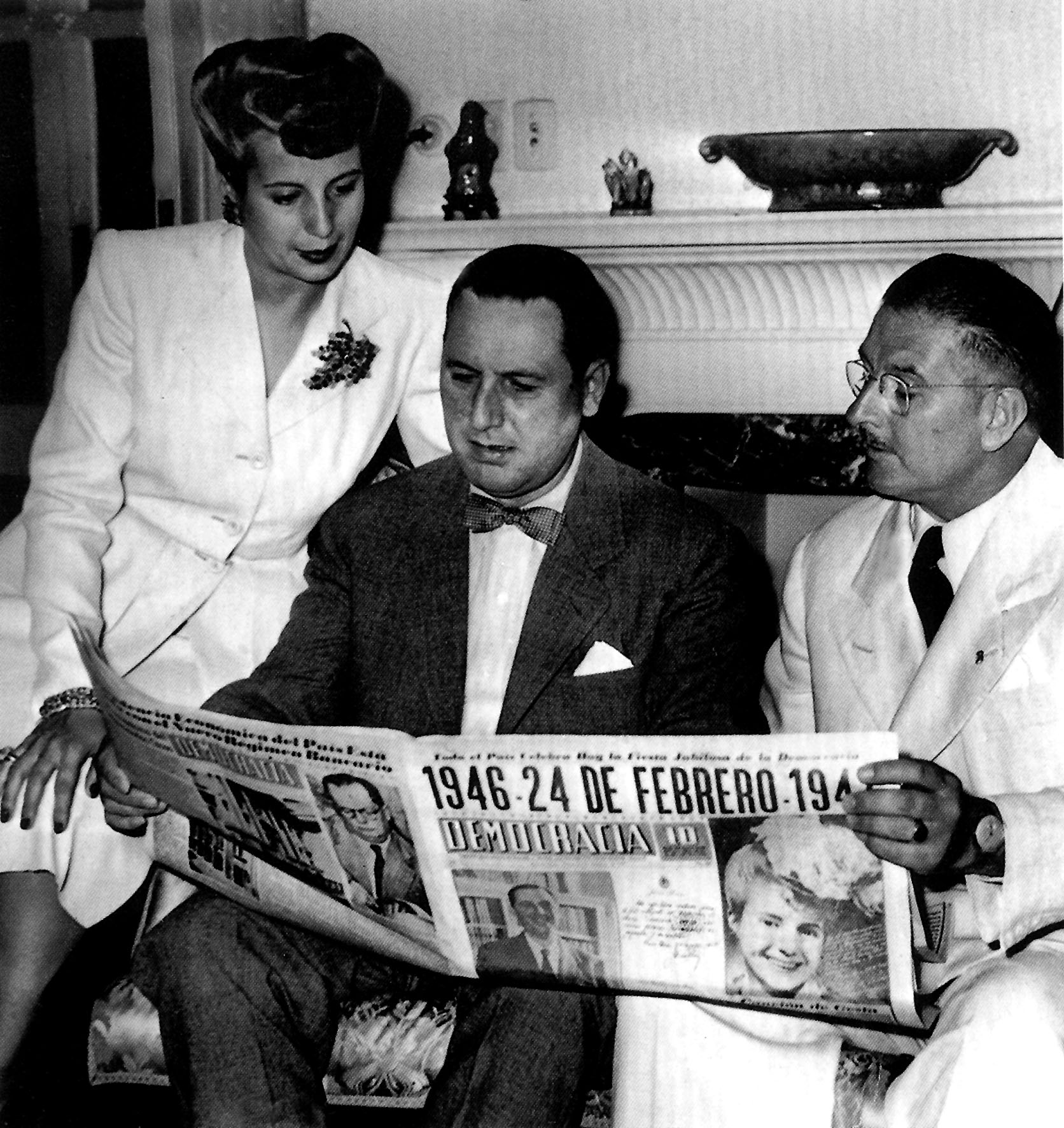
Eva Peron con il marito e il ministro del lavoro Domingo Mercante l'indomani delle elezioni

In generale, le forze politiche e sociali dell'epoca si aspettavano una sicura e ampia vittoria dell'UD nelle elezioni del 24 febbraio 1946. Il giornale Crítica stimò che Tamborini avrebbe conquistato 332 elettori contro i 44 di Perón. Nel febbraio 1946, i democratici progressisti e i comunisti avevano addirittura preparato un colpo di Stato guidato dal colonnello Suárez, che l'UCR considerò inutile perché consideravano le elezioni già vinte.
Lo stesso giorno, poco dopo la chiusura delle urne, il leader socialista Nicolás Repetto ha confermò questa certezza di vittoria, lodando la correttezza con la quale si erano svolte le elezioni:
Contro tali probabilità, Perón ottenne 1 527 231 voti (55%) contro l'1 207 155 voti per Tamborini (45%), vincendo in tutte le province tranne Corrientes.
Da parte peronista, il settore sindacale, organizzato nel Partito del Lavoro, ottenne l'85% dei voti. Dal lato antiperonista, la sconfitta fu particolarmente decisiva per i partiti socialista e comunista, che non ottennero alcuna rappresentanza nel Congresso Nazionale.